# История Джорджии

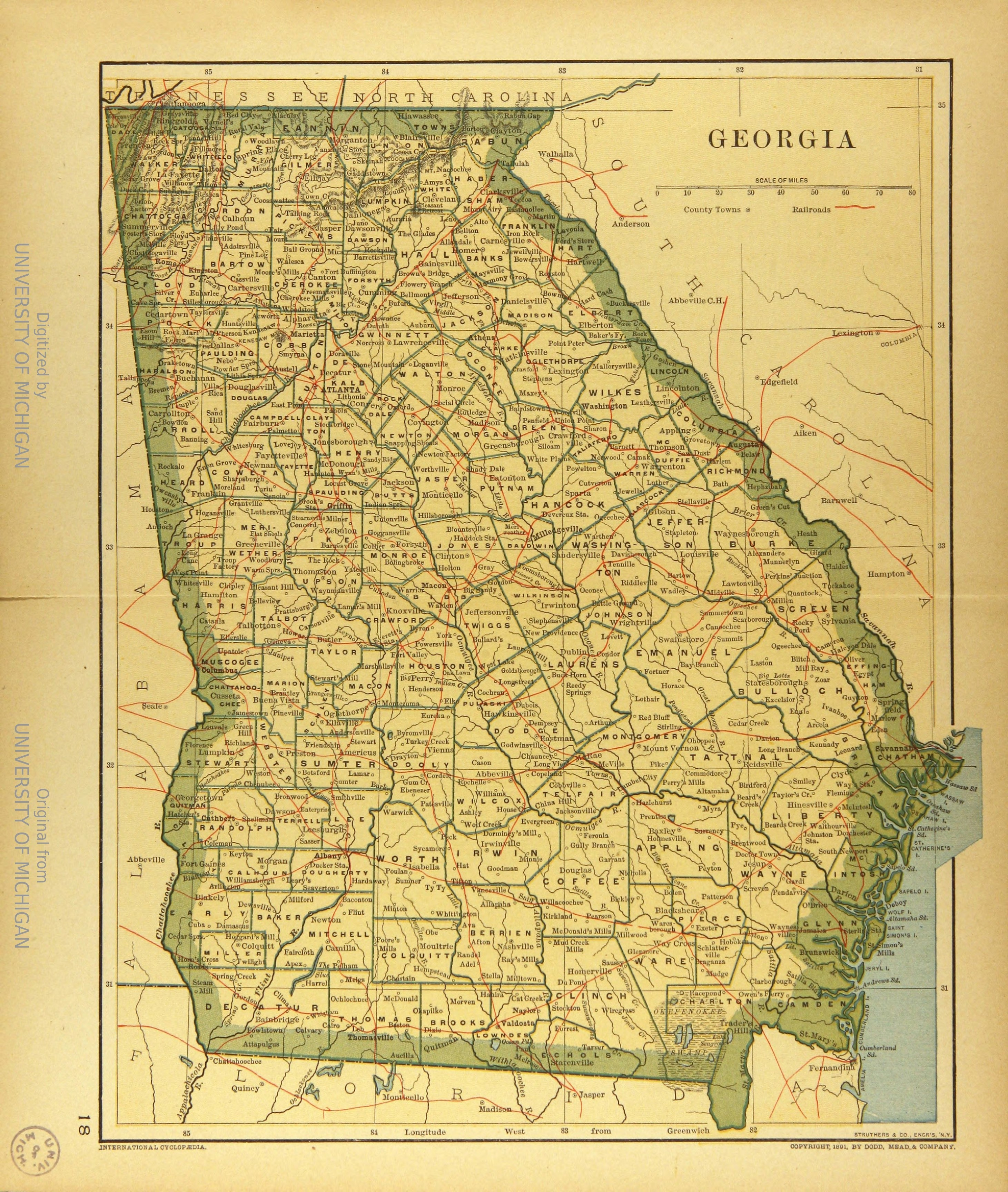
Карта Джорджии 1894 года

История штата Джорджия описывает события, происходившие на территории штата с доколумбовой эпохи до наших дней. Территория штата была заселена человеком ещё в Последнюю ледниковую эпоху. Первыми европейцами на этой земле стали испанцы, которые в конце XVI века основали здесь несколько миссий. Впоследствии эти миссии были заброшены и не оказали влияния на историю штата. В 1730-х годах появились первые английские поселенцы, прибывшие под руководством Джеймса Оглторпа. Новая колония была названа «Джорджия» в честь короля Георга II. В первые годы существования в колонии было запрещено рабство, но поскольку не удалось привлечь рабочие руки из Англии, то в 1749 году запрет на рабство был снят, и в колонию начали импортировать рабов. К моменту начала Американской революции в колонии проживало уже 18 000 рабов. 8 апреля 1776 года британские чиновники были изгнаны из колонии, и Провинциальный конгресс принял временную конституцию, а в 1777 году была принята новая Конституция Джорджии. В 1780 году Джорджия была оккупирована британской армией, и оставлена только в самом конце Войны за независимость. 2 января 1788 года Джорджия стала 4-м штатом, ратифицировавшим Конституцию США.
В межвоенный период Джорджия заселялась медленно, поскольку часть её территории принадлежала индейцам крикам и чероки. В 1830 году было принято решение о выселении индейцев на запад. В 1838 году чероки были выселены за Миссисипи силами федеральной армии и ополчения штатов. В те же годы было освоено производство хлопка и усовершенствованы способы его обработки, что привело к стремительному распространению хлопковых плантаций и увеличению количества рабов. 19 января 1861 года Джорджия вышла из состава Союза, а 8 февраля 1861 года присоединилась к Конфедеративным Штатам Америки. Когда началась Гражданская война, Джорджия предоставила для армии Конфедерации почти 120 000 человек. Около 5000 человек присоединились к армии Севера. В 1863 году на территории штата произошло Сражение при Чикамоге, а в 1864 году армия генерала Шермана прошла по территории штата, осадила и взяла Атланту. Это нанесло сильный удар по экономике штата и по всей Конфедерации.
После войны (в годы Реконструкции) штат был оккупирован федеральной армией. В 1875 году Реконструкция завершилась, Демократическая партия вернулась к власти в штате, и по её инициативе в конце века, в эпоху Прогрессивизма, чернокожие были лишены избирательных прав и была введена расовая сегрегация. До 1964 года чернокожие не допускались к политической жизни. Многие из них ушли на север в ходе Великой миграции. Джорджия оставалась сельскохозяйственным штатом, зависимым от производства хлопка. В 1930-е годы она сильно пострадала от Великой Депрессии.

## Доколониальная эпоха
Первые поселения человека в Джорджии появились в самом конце Ледникового периода, в конце Плейстоцена. Начало миграции палеоиндейцев точно не известно, но они уже жили здесь 13 250 лет назад, поскольку находки Кловисской культуры обнаружены по всей территории штата. В то время уровень моря был на 200 футов ниже современного. Средние температуры быстро росли между 15 000 и 11 000 лет назад, ледники отступали, а уровень моря постепенно поднимался. В этот период вымирала мегафауна: слоны, лошади и верблюды, и менялась растительность: на место сосновых лесов пришли дубовые, буковые и вязовые. К концу палеоиндейского периода уровень моря почти достиг современного, а климат и животный мир стали примерно теми же, что и сейчас. Эпоха палеоиндейцев делится на три периода: Ранний (11 000—9000), Средний (9000—8500) и Поздний (8500—8000). Человек мог появиться ещё до Раннего периода, хотя доказательств этому пока нет как в Джорджии, так и в других регионах Америки. К 2000 году в Джорджии было обнаружено около 32 000 археологических объектов, из которых только 200 относятся к палеоиндейцам.
10 000 лет до настоящего времени (8000 лет до н. э.) начался Архаический период, который длился около семи тысяч лет. Он тоже делится на Ранний, Средний и Поздний. В Ранний Архаический период Джорджия была покрыта зарослями дуба и грецкого ореха, а крупные животные, бизоны, мамонты и верблюды, уже вымирали. Люди занимались охотой и жили небольшими коллективами по 20—50 человек. Они охотились на оленей и медведей, а также ловили черепах и собирали раковины. Средний Архаический период длился с 8000 до 5000 лет до настоящего времени. Климат стал теплее и суше, люди всё так же жили охотой и не создавали долговременных поселений. В Поздний Архаический период (5000—3000) поселения стали более постоянными, появилась рудиментарная торговля. Люди уже хоронили (или кремировали) умерших, и в это время появляются первые курганы. Люди научились изготавливать керамику, самые ранние экземпляры которой найдены на стоянках на реке Саванна. Их возраст — около 4500 лет, и это самая древняя керамика в Северной Америке и одна из самых ранних в мире. В этот же период в Джорджии изготавливали каменные миски, которые потом распространились по континенту и встречаются даже во Флориде.

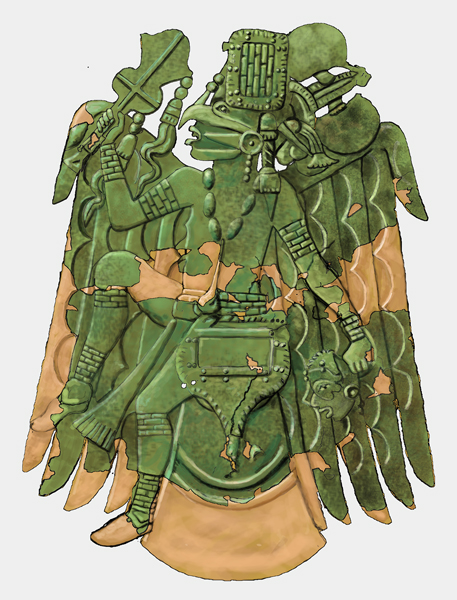
Медная пластинка, изображающая Сокола-танцовщика, найденная в Этовских курганах

Около 1000 года до нашей эры Архаический период завершился и начался Вудлендский период. Поселения стали ещё более постоянными, хотя и создавались только на один сезон. Типичное поселение насчитывало примерно 50 человек. Люди научились одомашнивать некоторые растения. В средний Вудлендский период (300 до н. э. — 600 н. э.) поселения стали почти постоянными, с планировкой, в основном круглые, примерно в 20 домов вокруг центральной площади. Появилась кукуруза, а люди впервые стали расчищать леса под посевы. Крупнейшим поселением того времени считается храмовый комплекс Коломоки, в котором было восемь храмовых курганов. В это же время существовала торговля: раковины с побережья переправлялись на запад, откуда привозилась медь. Керамика стала более изящной, с более сложными украшениями. С 600 по 900 год длился Поздний Вудлендский период, пока ещё плохо изученный. В это время стало меньше курганов и заметно сократилась торговля. Кукуруза в это время уже стала широко известна по всему континенту, хотя её распространение в Джорджии пока не вполне понятно. Вместо копий и дротиков стали массово использоваться стрелы с каменными наконечниками. Появление этого оружия, вероятно, повлияло и на появление первых укреплённых поселений.
Миссисипский период продолжался примерно с 800 по 1600 год, и за это время развилось самое сложно организованное общество в Северной Америке. Основную свою пищу люди выращивали в небольших садах, но также охотились на оленей и мелкую дичь. Они строили дома, но использовали их лишь как хранилища и укрытие от плохой погоды, проводя большую часть жизни под открытым небом. Они создали социальную иерархию, и социальный статус был важной частью их жизни. Различие между классами носило религиозную сущность: так, в более поздних индейских обществах иногда считалось, что вождь и его родственники происходят от солнца, и по этой причине обладают способностью влиять на явления природы. Миссисипцы жили около рек, обычно сёлами в несколько сотен человек, но иногда селились отдельными хуторами. Типичное миссисипское поселение в Джорджии состояло из центральной площади, домов и оборонительных сооружений.
Впечатляющий достижением этой эпохи стали предметы искусства: изделия из камня, раковин, керамики и меди. Используя технологии каменного века, миссисипцы изготавливали декоративные воротники, чашки, подвески и бусины, а также большие каменные лезвия. Они умели изготавливать из самородной меди как небольшие украшения, так и большие украшенные медные листы. При этом они не пользовались плавкой, а только холодной ковкой и тиснением. Украшения такого рода обнаружены на большой территории, которую называют Юго-восточным церемониальным комплексом. В Джорджии Миссисипский период делится на Ранний, Средний и Поздний. В Раннем периоде (800—1100) сформировались первые вождества, а в Среднем (1100—1350) сложились уже крупные общности со своими ритуальными центрами. Самым крупным таким центром считается Этова-Маундз на северо-западе штата. В Позднем периоде (1350—1600) крупные вождества распались на множество мелких. Первые европейцы в 1540-х годах застали что-то вроде конфедераций племён, занимавших большие территории. Так, вождество Куса состояло из семи мелких племенных образований. Появление европейцев на юго-востоке положило конец Миссисипскому периоду: население сократилось из-за занесённых болезней, племена стали переселяться ближе к европейцам или дальше от них, сложившаяся структура общества разрушилась, что привело к формированию племён криков, чероки и семинолов.

## Прибытие европейцев
Первыми европейцами, вступившими на территорию Джорджии, были испанцы: в 1513 году её берега посетил Хуан Понсе де Леон. Вскоре стало понятно, что севернее Флориды находится большой участок суши, поэтому испанцы решили исследовать его и найти проход к Тихому Океану. В 1514 году испанский плантатор Лукас Васкес де Айльон отправил разведчика на Атлантическое побережье, а в 1521 году послал туда целую экспедицию. 5 марта 1540 года на территорию Джорджии вступила экспедиция Эрнана де Сото, которая прошла её насквозь с юга до реки Саванна.
В 1565 году Педро Менендес де Авилес основал во Флориде город Сент-Огастин, а затем исследовал Атлантическое побережье к северу от Флориды. Менендес оставил на одном из островов небольшой гарнизон и разослал разведчиков вглубь континента. В 1567 году Менендес посетил Испанию, встретился с королём и был назначен генерал-капитаном Запада. По его инициативе орден иезуитов начал миссионерскую деятельность в Джорджии, хотя более эффективно это удалось францисканцам в 1573 году. В Джорджии появились первые испанские миссии. В 1572 году Менендес покинул Америку, оставив преемником своего племянника, Педро Менендеса Маркеса, который впервые нанёс на карту побережье Джорджии.
В 1597 году вождь Хуанильо поднял восстание, в ходе которого были перебиты все миссионеры, кроме одного, но восстание было подавлено, и индейцы попросили вернуть миссионеров. Выяснилось, что некоторые индейцы были обращены испанцами в рабство, и когда об этом узнал король, он приказал немедленно их освободить. К 1603 году миссии были полностью восстановлены, и территория Гуале стала важным источником продовольствия и рабочей силы для Флориды. В 1606 году миссии посетил епископ Кубы, Хуан де ла Кабесас де Альтамирано. Он сообщал, что Гуале уже полностью восстановлено после восстания. Уже в 1607 году в Америке появилось первое английское поселение (Джеймстаун), и английский король стал выдавать гранты на американскую территорию, а в 1663 году выдал лордам-собственникам грант на Каролину, в границу которой вошла и территория современной Джорджии. Испания протестовала, но безрезультатно. В 1670 году было заключено соглашение, согласно которому обе страны имели право на ту территорию, которой владели фактически. В том же году англичане основали поселение Чарльзтаун. Испанцы попытались его отбить, но безуспешно.
С 1670 года началась борьба между испанцами и англичанами за территорию Гуале. Союзные англичанам индейцы стали нападать на испанские миссии, захватывать пленных и продавать их англичанам. В 1680 году они напали на миссию Санта-Каталина, которую не смогли захватить, но её жители, напуганные набегом, покинули территорию. Многочисленные набеги индейцев ямаси в 1683—1685 годах привели к тому, что в 1686 году испанский губернатор приказал эвакуировать все миссии, и на этом эпоха испанского присутствия в Джорджии завершилась. Борьба англичан с испанцами продолжалась, и во время Войны королевы Анны англичанам почти удалось захватить побережье Джорджии и даже часть Флориды, но в 1715 году войну с англичанами (известную как Ямасийская война) начали индейцы ямаси. Англичанам пришлось оставить всё захваченное и отступить в Чарльзтаун. Каролинцам удалось отбиться от ямаси, но их западная и южная границы были открыты для вторжений. Для защиты границы каролинцы стали призывать к основанию поселений за рекой Саванна, и сами лорды-собственники вынашивали планы колонизации этой территории, однако их грант был отозван в 1720 году, и будущая Джорджия осталась ничейной территорией. Для защиты границы в 1721 году был основан форт Кинг-Джордж, но место было нездоровое, содержание его оказалось слишком дорогим, и в 1727 году форт был покинут.

## Британская колония

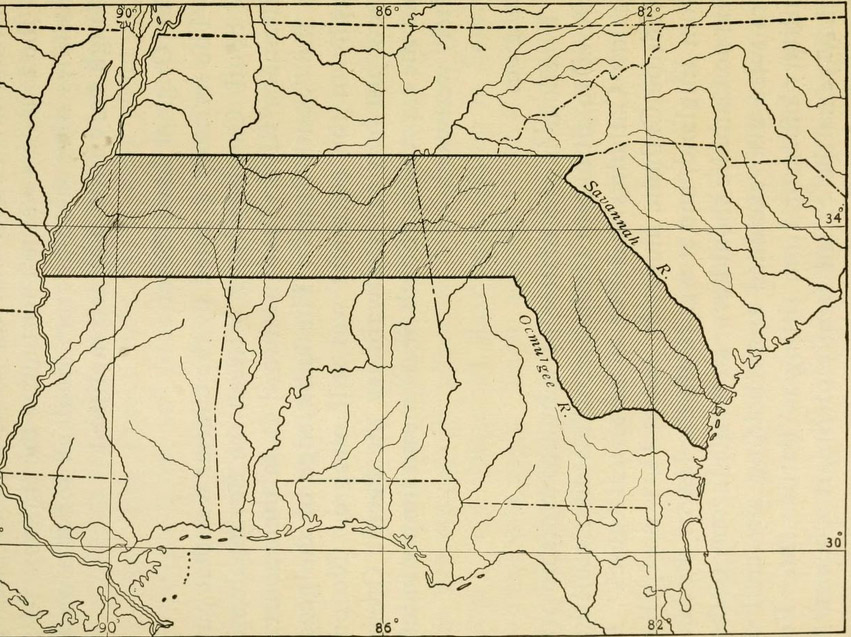
Границы Джорджии согласно королевской хартии 1732 года

В 1729 году Джеймс Эдвард Оглторп стал председателем парламентского комитета, созданного для инспектирования английских тюрем. Он выявил множество недостатков в тюремной системе и смог освободить несколько тысяч человек, осуждённых за долги, но было неясно, как именно обустроить этих людей. Было принято решение отправить их в Америку и создать для них новую колонию к югу от Южной Каролины, чтобы создать дополнительную защиту Каролине. В 1730 году группа из 21 человека запросила у короля грант на землю, и получила его летом 1732 года. Грант выделял под колонию земли между реками Саванна и Олтамахо, вплоть до их верховий, и оттуда на запад, до «Южных морей», как тогда называли Тихий Океан. Предполагалось создать нечто большее, чем просто колонию. Подобно Пенсильвании, она должна была стать убежищем для английских протестантов. Колония должна была 21 год принадлежать группе частных лиц (также известных как «Трест» — Trustees), а потом передавалась короне. Этим лицам запрещалось занимать административные посты в колонии или владеть землёй, а поселенец не мог получить более 500 акров земли (чтобы не складывался класс крупных плантаторов).

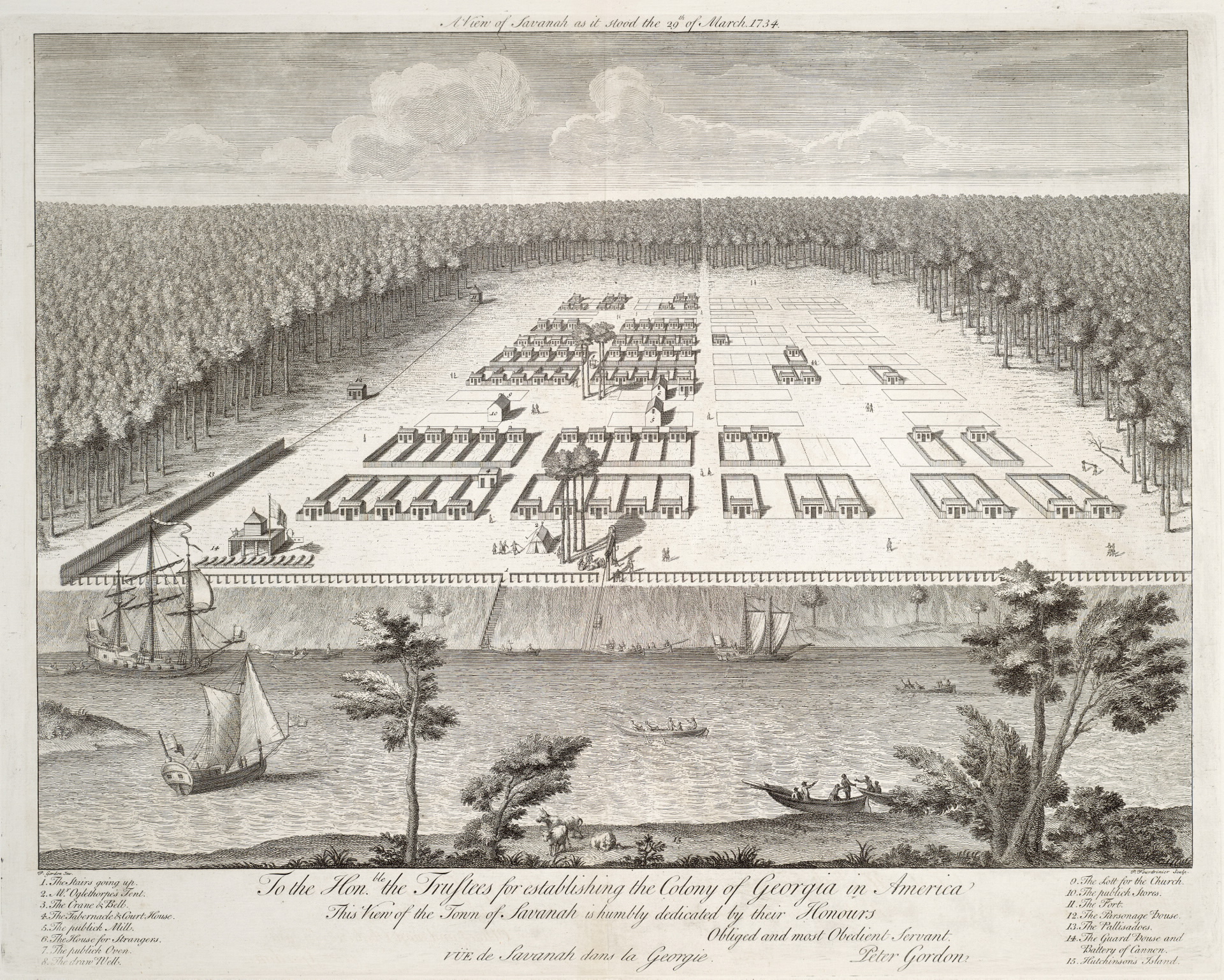
Саванна в 1734 году

Проект оказался так популярен, что организаторы сразу получили множество заявок. Первая партия состояла в основном из мелких коммерсантов, ремесленников и безработных из окрестностей Лондона. Всего около десятка освобождённых должников попали в колонию в её первые годы. Первый корабль с переселенцами, «Анна», отплыл из Грейвзенда 17 ноября 1732 года со 120 колонистами и самим Оглторпом на борту. 13 января 1733 года корабль прибыл в Чарльзтаун. Оглторп исследовал побережье и выбрал для поселения место, известное как Ямакро-Блафф, рядом с поселением индейцев ямакро. 1 февраля колонисты высадились на выбранном месте, заключили договор с индейцами и стали строить город, известный впоследствии как Саванна. В те же дни было заключено соглашение с индейцами-криками. Как один из организаторов, Оглторп не имел права занимать административные должности и быть губернатором, однако фактически управлял колонией в первые дни её существования. В 1735 году было заложено поселение Огаста для торговли с индейцами, а в 1736 году там разместился гарнизон для его охраны.
Вскоре колония пережила эпидемию лихорадки. Оглторп решил, что её причиной был ром, и поэтому вёл запрет на его ввоз из Южной Каролины. Он всё более критически смотрел на Каролину, ему не нравился уклад её жизни, и он решил, что Джорджия будет развиваться другим путём, без рабства и крупных плантаций. Он надеялся производить в колонии шёлк, вино и оливки, но эти планы реализовать не удалось. Летом 1734 года Оглторп вернулся в Англию, где его встретили как героя. В феврале 1736 года он снова вернулся в Джорджию. Он привёз с собой новые законы, одобренные советом основателей, в частности, запрет на рабство. Так как колония виделась буферной зоной между английскими и испанскими владениями, то предполагалось, что населять её будут только белые свободные фермеры. Второй закон запрещал ввоз рома, а третий регулировал торговлю с индейцами. В 1741 году колонию разделили на два округа. Уильям Стивенс возглавил Северный округ, а Оглторп — Южный. В 1743 году Стивенс стал президентом (губернатором) всей колонии. Все 1730-е годы Оглторп активно строил форты, что вызывало протесты Испании и беспокойство британского правительства, которое не желало втягиваться в войну с Испанией, а Оглторп подозревал правительство в том, что они собираются отказаться от колонии. Однако в 1739 году война, известная как Война за ухо Дженкинса, всё же началась.

### Война за ухо Дженкинса
Оглторп решил собрать армию в 3500 человек и атаковать Флориду, захватив Сент-Огастин атакой с суши и с моря. Ему удалось собрать только 1500 человек, но вскоре стало известно, что подходы к Сент-Огастину с моря перекрыл испанский флот. Это сорвало планы Оглторпа, и тогда он решил взять форт измором. Он отправил небольшой отряд к Сент-Огастину, но 15 июня 1740 года испанцы напали на отряд и разбили его, почти полностью уничтожив. Вскоре испанцы получили подкрепления, и Оглторп принял решение отступать. Весь 1741 год испанцы накапливали силы и сумели сформировать армию в 2000 человек. Летом 1742 года они нанесли контрудар, известный как Испанское вторжение в Джорджию. Испанцы высадились на острове Сент-Саймонс и начали марш к форту Фредерик, но Оглторп разбил их отряд в сражении при Галли-Хол-Крик, а затем в сражении при Блади-Марш. Испанцы отступили. Это вторжение стало последней попыткой испанцев избавиться от англичан в Джорджии. Оглторп оказался плохим стратегом, но проявил личное мужество и завоевал симпатии армии.
Победа Оглторпа устранила опасность испанских вторжений, но она же изменила и отношение к рабству в Джорджии. Потребность в большом количестве военнообязанного населения отпала, рабство перестало быть неприемлемым с военной точки зрения, и это в итоге привело к отмене запрета на ввоз рабов в колонию.

### Легализация рабства
Все 1730-е и 1740-е годы население колонии выражало своё недовольство правлением Треста. Благосостояние колонистов не росло, земля была не очень плодородной, шёлк производился плохо, рис и кукуруза выращивались в небольшом количестве, оливковые деревья засохли, время от времени случались эпидемии. Ром был запрещён, но его нелегально завозили из Южной Каролины, продавали открыто, и его пили даже чиновники. Со временем этот запрет остался только на бумаге. Много протестов вызывал запрет на крупные земельные участки. Особенно много недовольства вызывал запрет на ввоз рабов. Члены Треста были против рабства, поскольку полагали, что оно подорвёт обороноспособность провинции, а также потому, что те культуры, которые они планировали выращивать в Джорджии, не требовали рабского труда. Однако некоторые фермеры желали выращивать рис, а для этого им нужны были рабы. Одним из самых влиятельных сторонников введения рабства был миссионер Джеймс Хабершем, который был убеждён, что колония не сможет развиваться без рабского труда.
Против рабов были мигранты из Австрии и Шотландии. В 1738 году Трест получил петицию от жителей Саванны, которые требовали отмены запрета на ром и рабов. Трест отказал, и тогда недовольные обратились напрямую к парламенту. Парламент не дал своего согласия, но Трест постепенно начал поддаваться давлению. Первым был отменён запрет на ром. В 1749 году Трест постановлением от 7 июля разрешил и владение рабами, хотя и с рядом ограничений. Трест напомнил, что колония является пограничной и в ней из соображений безопасности не должно быть диспропорции между чёрными и белыми.
Ограничения на размер земельных участков в то время уже открыто игнорировались, поэтому в 1750 году Трест отменил их, разрешив свободно покупать и продавать землю.

### Коронная колония
В 1751 году срок действия королевской хартии подходил к концу, в колонии так и не возникло приемлемое правительство, поэтому возникли опасения, что Южная Каролина потребует обратно свою бывшую территорию. Жители собрались на ассамблею, потребовав от Треста возобновления хартии, права издавать законы и права формирования ополчения. Трест разрешил созывать регулярную ассамблею и ополчение. Каждый, кто имел 300 акров земли, мог теперь служить в кавалерии, более мелкие землевладельцы — в пехоте. В июне 1751 года прошёл первый смотр колониального ополчения. В том же году Трест запросил у парламента дополнительные суммы на содержание колонии, но ему было отказано. Тогда Трест обратился к королю, но тот согласился помочь только в обмен на отзыв хартии. Трест принял условия и 23 июня 1752 года сложил с себя полномочия.
Ещё в 1751 году специальный комитет решил, что Джорджия будет не колонией, а провинцией (то есть, обладать более высоким административным статусом), с губернатором, назначаемым королём, и выборной ассамблеей. Одним из первых законов, принятых Ассамблеей, был «Закон о рабах» 1755 года. Каждый негр, живущий в колонии, был объявлен рабом в полном смысле слова. Их запрещалось обучать чтению и письму, и они не должны были работать более 16 часов в сутки. Рабам запрещалось покидать плантацию без пропуска. Им запрещалось торговать, разводить скот или держать каноэ. Они не могли арендовать комнату или дом.
29 октября 1754 года в провинцию прибыл королевский губернатор Джон Рейнольдс. Он ранее служил во флоте и не имел административного опыта. Некоторые его проекты (например, планы переноса столицы) вызывали только раздражение Ассамблеи. Между тем в том же году началась война с Францией, известная в Америке как Война с французами и индейцами. Британское правительство предложило колониям набирать полки, но Джорджия была так бедна, что не смогла принять в этом участие. Губернатор планировал построить несколько фортов на границах, но и на это не нашлось средств. В 1756 году Рейнольдс был отозван. На его место был назначен Генри Эллис, который привёл с собой некоторое количество мушкетёров. Были опасения, что Испания вступит в войну на стороне Франции, поэтому Эллис распорядился построить несколько деревянных фортов на южной границе. В 1757 году Британия снова попросила содействия в войне, но Ассамблея ответила, что индейцы могут напасть в любой момент, а в колонии нет ни артиллерии, ни боевых кораблей для обороны. В том же году индейских вождей пригласили на переговоры в Чарльзтаун и договорились с ними о нейтралитете.

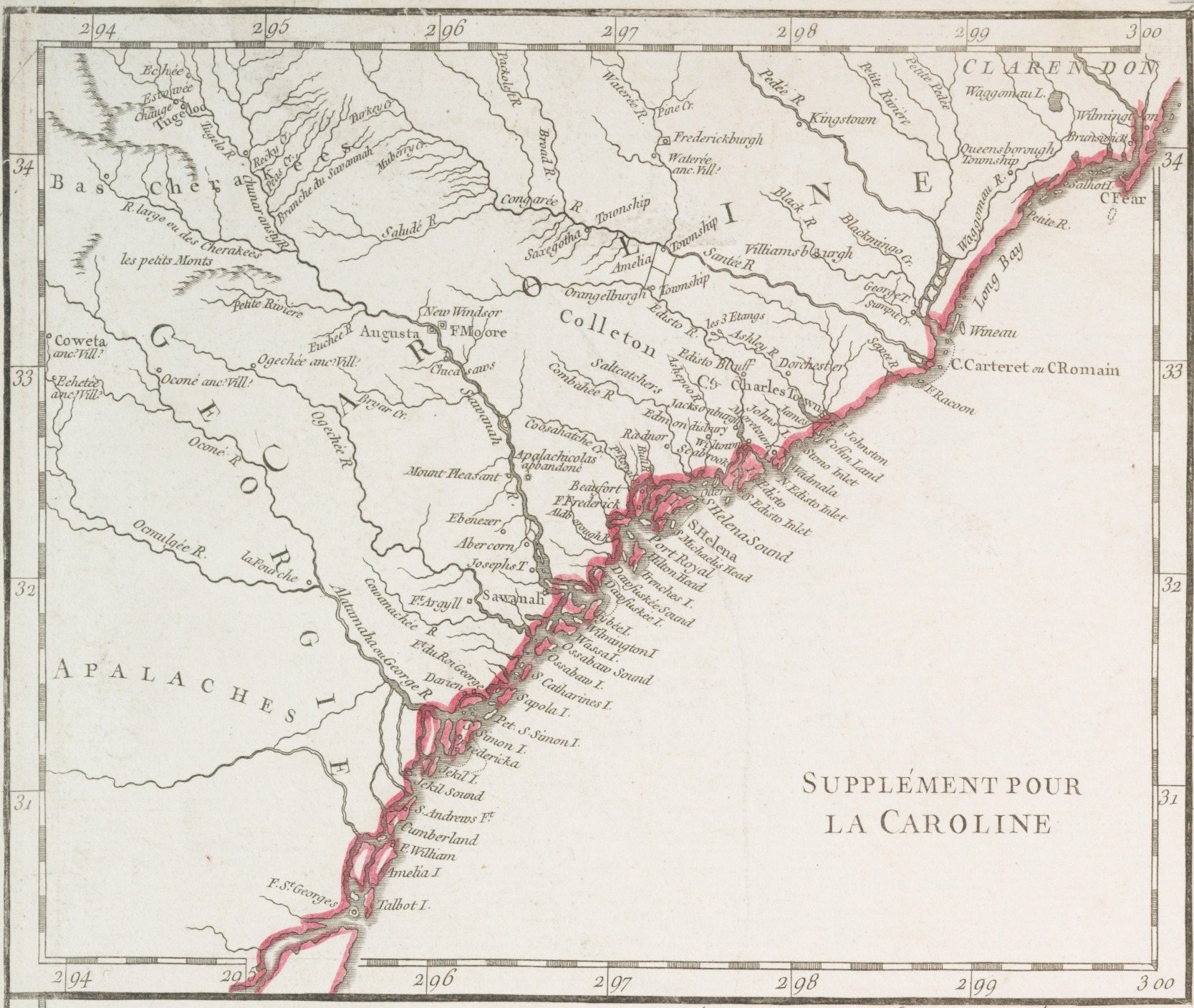
Карта Джорджии и Каролины 1768 года

В 1760 году Эллис покинул провинцию по причине плохого здоровья, и на его место прибыл Джеймс Райт, уроженец Южной Каролины (формально вступил в должность 20 марта 1761 года). В эти годы в непосредственной близости от Джорджии шла Англо-черокская война, но Райту удалось договориться с индейцами, и война не затронула Джорджию. Более серьёзную опасность представляли французские и испанские пираты, но война закончилась в 1763 году. По мирному договору Испания передала Британии Флориду, и Джорджия избавилась от опасного соседа. Одновременно возникла новая проблема: Джорджия полагала, что граница провинции проходит по реке Сент-Джонс, а новые власти Флориды утверждали, что граница проходит по реке Сент-Мэрис. Флорида выиграла этот спорт и Джорджия отказалась от претензий. Возник и спор с Южной Каролиной: так как грант выделял Джорджии земли между реками Саванна и Олтамахо, то Каролина претендовала на земли между реками Олтамахо и Сент-Мэрис.
После легализации рабства в Джорджию хлынул поток переселенцев из Южной Каролины. Переселенцы-пуритане из Новой Англии купили участок на реке Медуэй, стали выращивать рис и индиго, и сначала торговали через порт Саванна, а потом основали свой собственный портовый город, Санбери, который быстро стал конкурентом Саванны. Группа квакеров поселилась на Литл-Ривер и основала город, названный Райтсборо в честь губернатора Райта. Северо-запад провинции заселялся мигрантами из Виргинии. Постепенно присваивались индейские земли, в основном за долги. У индейцев не было достаточно денег, чтобы оплачивать товары, и они часто покупали их в долг, а когда сумма становилась достаточно крупной, они уступали земли в счёт долга. Появление рабов позволило разводить рис, и рисовые поля появились вдоль всех рек. Рис приносил большие доходы и в провинции стал формироваться класс крупных плантаторов. В провинции не было своих денег и сначала не было своей печатной продукции, и только в 1763 году стала издаваться Georgia Gazette, первая газета в истории Джорджии.

### Кризис Гербового акта
После завершения войны с Францией внешний долг Британии почти удвоился, а так как налоги в метрополии уже были высоки, то правительство решило ввести налоги в колониях. Все колонии были недовольны этими планами, и только Джорджия отнеслась к этому относительно спокойно: британский парламент потратил большие средства на основание и развитие колонии, и у Джорджии не было оснований быть недовольной его политикой. В 1765 году парламент издал Гербовый акт, который ввёл денежный сбор со всех официальных документов и печатной продукции. Жители провинции были в основном не против налога, но им был недоволен Джеймс Джонстон, издатель Georgia Gazette. Протесты против акта начались по всем колониям, и было решено собрать депутатов на Конгресс Гербового акта для обсуждения вопроса. Когда Ассамблея Джорджии собралась для выбора депутата, губернатор Райт уговорил её не посылать такового. Вместо этого был отправлен только наблюдатель. Такое поведение Ассамблеи вызвало возмущение соседней Южной Каролины.
Постепенно недовольство начало расти. Акт вступил в силу 1 ноября 1765 года, но только 5 декабря HMS Speedwell прибыл в Саванну с грузом гербовых марок. 3 января 1766 года прибыл королевский распределитель марок, но ему пришлось скрываться в доме губернатора, и две недели он не решался показаться в городе. Груз марок пришлось спрятать в форте Джордж на острове Кокспур. Некоторые торговцы всё же взяли марки, но в ответ на это Южная Каролина пригрозила сжечь любой джорджианский корабль, который придёт в её порты, и ввести экономическую блокаду Джорджии. Губернатор Райт не знал, как действовать в этой ситуации, но весной 1766 года британское правительство отменило Гербовый акт.

## Американская революция

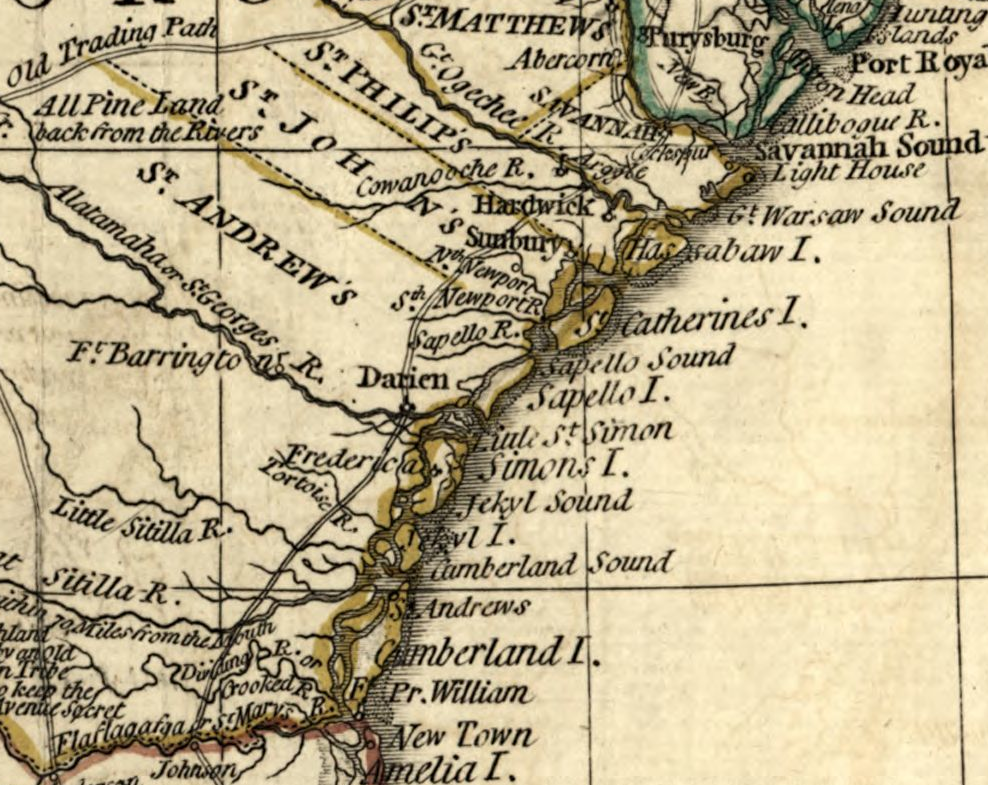
Джорджия в 1776 году

Отменив Гербовый сбор, британское правительство ввело пошлины на некоторые другие товары, в ответ Ассамблея Нью-Йорка в 1768 году предложила ввести бойкот британских товаров. В 1769 году Джорджия присоединилась к бойкоту. Когда Ассамблея одобрила это решение, губернатор Райт распустил её. В 1771 году Райт ненадолго покинул колонию, оставив во главе губернаторского совета Джеймса Хабершема. Райт вернулся в 1773 году. Парламент к тому времени отменил все пошлины, кроме пошлины на чай. В 1774 году в некоторых портах колоний протестующие запретили выгружать чай или даже уничтожали его. После уничтожения груза чая в Бостоне Британия объявила о блокаде бостонского порта. 27 июля 1774 года новости об этом достигли Саванны. На тайном совещании было решено не предпринимать пока аналогичных мер, но послать 600 бочек риса в помощь Бостону, блокированному британскими властями. 10 августа 1774 года губернатор собрал митинг лоялистов, который проголосовал за поддержание хороших отношений с Англией. В итоге Джорджия не отправила делегатов на Первый Континентальный конгресс и не присоединилась к его решениям.
10 мая 1775 года в Саванну пришли известия о столкновениях при Лексингтоне и Конкорде. На следующий же день группа протестантов напала на пороховой склад в Саванне, похитила порох и распределила его среди колонистов. Часть пороха и ещё некоторое количество риса было отправлено в Бостон. 5 июля 1775 года в Саванне собрался Второй Провинциальный конгресс. На этот раз было решено отправить трёх делегатов на Второй континентальный конгресс, ими стали Нобл Джонс, Джон Хоустен и Арчибальд Буллок. Кроме этого, колонисты Мидуэя провели своё отдельное собрание и послали на конгресс делегатом Лаймана Холла.
10 июля Провинциальный конгресс принял 19 резолюций, согласно которым колонии подчиняются королю, но не парламенту, и сформулировал те же идеи о правах колоний в составе британской империи, что и другие американские колонии. Был сформирован Совет Спасения, который получил всю полноту власти во время отсутствия конгресса. Континентальному Конгрессу было сообщено, что теперь Джорджия полностью участвует в делах колоний и готова нести свою долю общих расходов. Так провинциальный конгресс стал первым революционным правительством Джорджии и она присоединилась к восстанию колоний. К концу года революционное правительство провинции перехватило почти все функции королевского правительства, а губернатор Райт ничем не мог этому противодействовать. Под давлением общества всё больше нейтрально настроенных колонистов переходили на сторону протестантов. Несколько осложнились отношения с индейцами-криками: их лояльность прежде поддерживалась регулярными подарками, но новые власти Джорджии неохотно снабжали индейцев порохом и оружием.
В январе 1776 года к берегам Джорджии прибыли несколько британских кораблей, и губернатор Райт бежал на HMS Scarborouhg. 2 марта британские военные высадились около Саванны и захватили несколько кораблей с рисом. Джорджианцам удалось при помощи брандеров сжечь некоторые из этих кораблей. Это сражение вошло в историю как Сражение рисовых лодок. Британские корабли ушли вместе с губернатором, и на этом завершилась королевская власть в провинции. Это заставило джорджианцев предпринять меры по регулированию жизни в колониях, и 15 апреля был принят нормативный документ, известный как «Правила и регуляции». Это был небольшой документ из 13 параграфов, который в общих чертах описывал формат правительства. 12 июня Провинциальный конгресс объявил, что Джорджия более не подчиняется королю, а 4 июля Континентальный конгресс принял Декларацию независимости колоний. От Джорджии её подписали Лайман Холл, Баттон Гуиннет и Джордж Уолтон.
Поскольку «Правила и регуляции» были временным документом, то летом 1776 года был созван конституционный конвент для формирования постоянного правительства. Конвент разработал Конституцию Джорджии, которая была принята Провинциальным конгрессом 5 февраля 1777 года. В штате появилась законодательная, исполнительная и судебная власти. Эта же конституция лишила англиканскую церковь государственного статуса. Первым губернатором штата, согласно новой конституции, стал Арчибальд Буллок. Новое правительство не стало активно преследовать лоялистов, так что Джорджия стала последним штатом, который ввёл законы, направленные против них. Конституция 1777 года разделила Джорджию на первые восемь округов: Берк, Камден, Чатем, Эффингхем, Глинн, Либерти, Ричмонд и Уилкс.

## Война за независимость
В первые годы войны Британия не держала войска в Джорджии, а Джорджия смогла собрать только 4000 человек для обороны. Джорджианцы три раза пытались захватить город Сент-Огастин во Флориде, но все три попытки провалились. Осенью 1778 года британцы собрали в Нью-Йорке отряд размером в 2500 или 3500 человек под командованием Александра Кэмпбелла. 23 декабря этот отряд появился около Саванны и 29 декабря вошёл в город без сопротивления. 14 января 1779 года британцы призвали жителей штата принести присягу королю и получить амнистию. Примерно 1400 человек подчинились и записались в ополчение лоялистов. Кэмбелл отправился в Огасту, надеясь собрать там лоялистов и индейцев, но не обнаружил таковых в нужном количестве, поэтому покинул Огасту, а 14 февраля джорджианцы разбили отряд лоялистов в сражении при Кетл-Крик, что окончательно сорвало планы набора лоялистов в британскую армию. Королевский губернатор Райт вернулся в Саванну и сформировал правительство, а ассамблея штата собиралась в Огасте. Теперь британцы и лоялисты контролировали Саванну и окрестности, а повстанцы — всю континентальную часть.

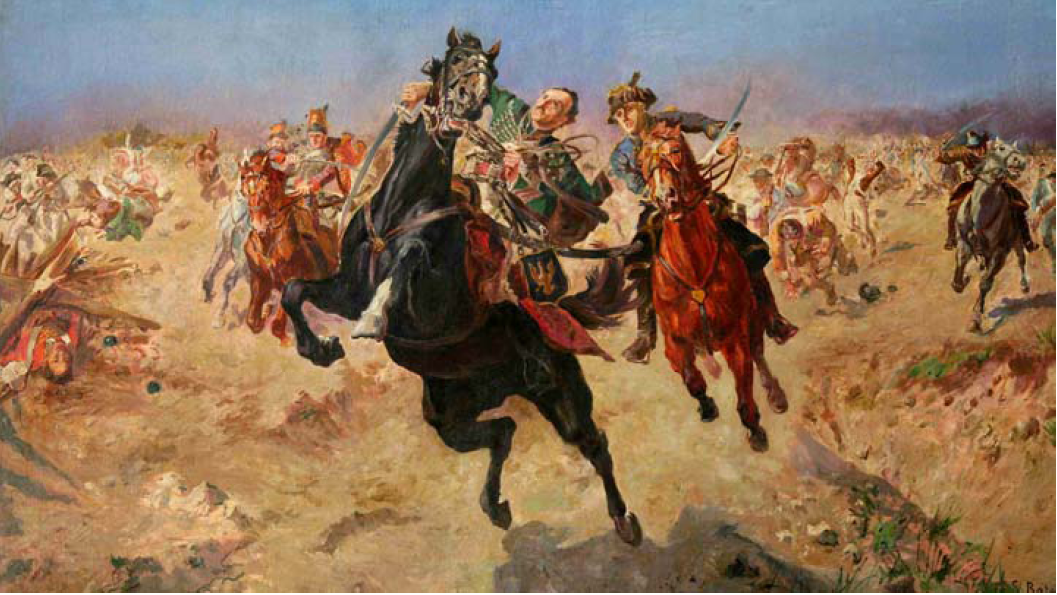
«Смерть Казимира Пулавского под Саванной». Художник Станислав Батовский, 1933 год

У генерала Линкольна, командующего американской армией на юге, не было сил для захвата Саванны, но в сентябре 1779 года к Саванне подошёл французский флот. 16 сентября адмирал Д’Эстен потребовал капитуляции города, но англичане отказали. Французы атаковали город, но были отбиты, и таким образом осада Саванны закончилась ничем. В это время британское командование разработало план завоевания южных штатов. В январе 1780 года в Саванну прибыл британский экспедиционный корпус и начал оттуда наступление на Чарлстон. Город был осаждён и капитулировал 12 мая. Генерал Линкольн попал в плен со всей армией. В те же дни лоялисты захватили Огасту, так что повстанцы теперь удерживали только округ Уилкс. В июле губернатор Райт сообщил, что контролирует всю колонию, кроме нескольких сотен повстанцев на окраинах, но эта оценка была слишком оптимистична. Правительство штата продолжало существовать, хотя лишь символически.
Весной 1781 года американская армия Натаниеля Грина начала боевые действия в Джорджии и 5 июня отбила Огасту. Ассамблея собралась в полном составе, выбрала губернатора и должностных лиц и к началу 1782 года уже контролировала почти весь штат. В это время в Джорджию прибыл генерал Энтони Уэйн и быстро выбил британцев из всех постов, кроме Саванны. Лоялисты стали переходить на сторону повстанцев. 10 и 11 июля 1782 года британцы сдали Саванну и эвакуировали гарнизон. С ними ушли несколько сотен лоялистов. Этим событием закончилась Война за независимость на территории Джорджии. Война сделала Джорджию более демократической: она ослабила позиции жителей побережья и позволила выдвинуться уроженцам внутренних районов. Она привела к власти политиков из низов общества, таких как Элайджа Кларк или Джордж Уолтон. Война разрушила монополию англиканской церкви и привела к свободе вероисповедания.

## Межвоенный период

### Джорджия в период Конфедерации

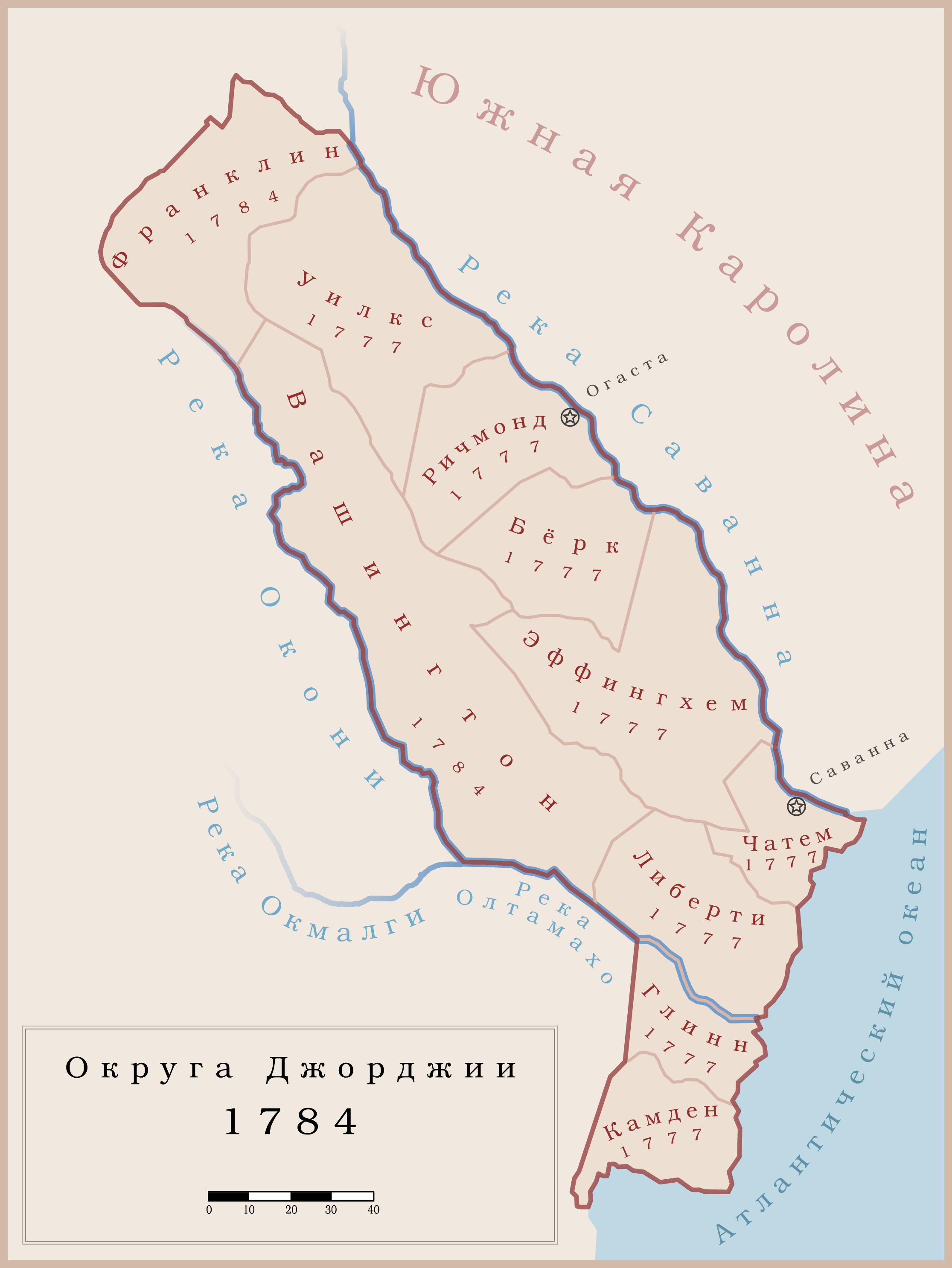
Округа Джорджии в 1784 году

Когда война завершилась, правительство Джорджии вернулось в Саванну. В 1783 году был заключён мирный договор, согласно которому Британия передала Флориду Испании, и многие лоялисты стали возвращаться из Флориды в Джорджию. Весь Конфедеративный период (1781—1789) Джорджия сохраняла слабую исполнительную ветвь власти и сильную законодательную. В округа штата постепенно возвращалось самоуправление, нарушенное войной. Правительство стало иногда собираться в Огасте, а в 1786 году было решено построить новую столицу, Луисвилл. Экономика штата сильно пострадала за годы войны, долги достигли одного миллиона долларов. Штату приходилось тратить часть средств на решение проблем с индейцами, и только в Федеративный период, когда эти проблемы стал решать федеральный центр, доходы штата несколько выросли. В 1780-е и 1790-е годы сформировалась система налогообложения, которая потом не менялась до 1850 года.
После войны белое население штата стало увеличиваться, и возникла потребность расширить границы штата за линии, оговорённые договорами 1763 и 1773 годов. Договориться с индейцами-криками не удавалось, а индейцы-чероки в 1782 году заключили Договор при Лонг-Суомпе, уступив Джорджии земли к западу и югу от рек Саванна и Тугалу. На этих землях были образованы округа Вашингтон и Франклин. Это привело к конфликтам с индейцами-чероки и серии новых договоров: в 1785, в 1786 и 1789 годах. В 1790 году президент Вашингтон вызвал в Нью-Йорк крикского вождя Александра Макгилливрея и тот уступил Джорджии часть земель по реке Окони по Нью-Йоркскому договору. В тот же период Джорджия решила пограничные споры с Южной Каролиной. Переговоры начались в 1783 году, а в 1787 году граница была окончательно согласована. Некоторое время Джорджия пыталась освоить свои западные территории, выходящие к реке Миссисипи, но проекты по освоению реализовать не удалось, поэтому в 1788 году Джорджия предложила Конгрессу выкупить часть этих земель, на что Конгресс не согласился.

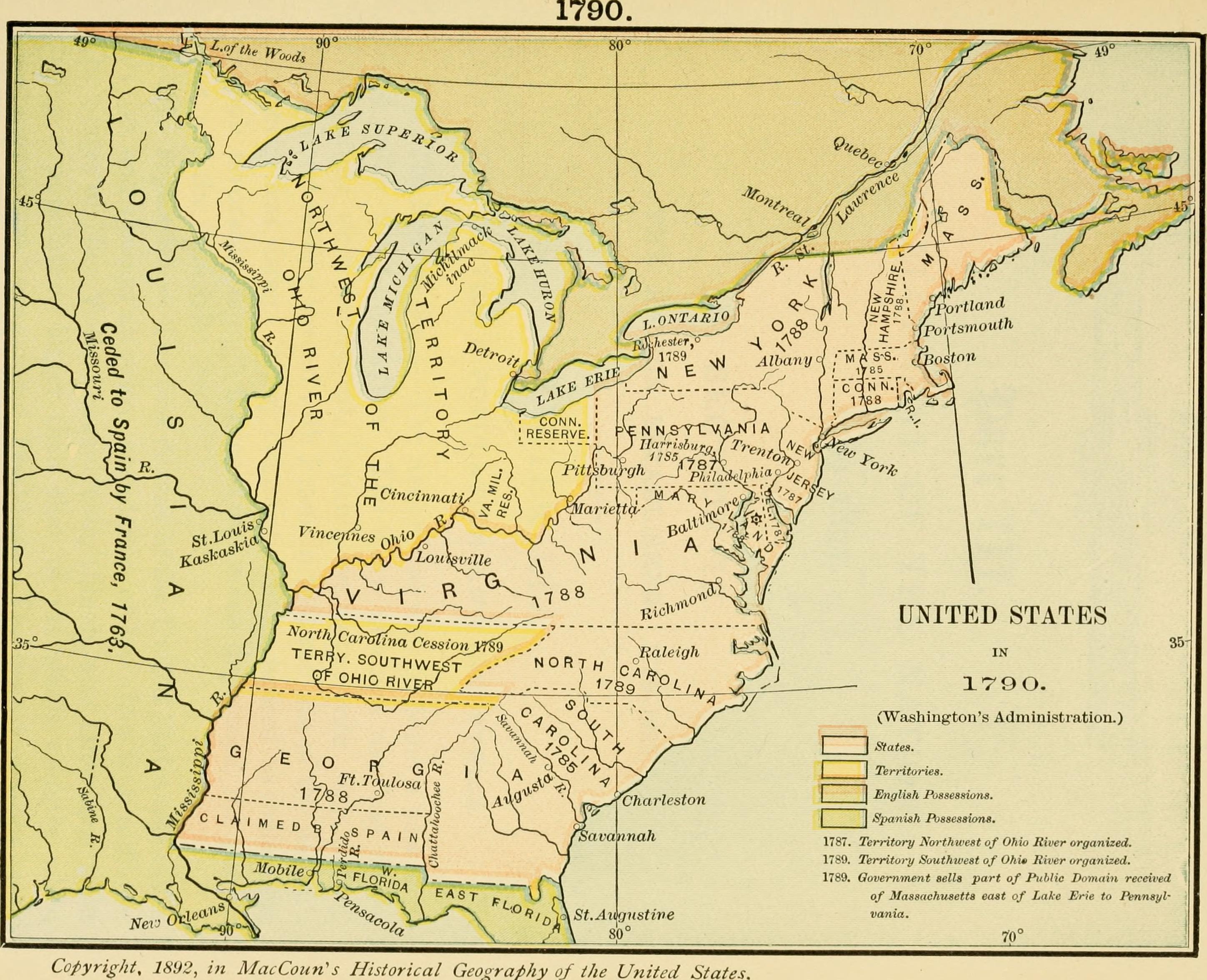
США в 1790 году

Проблемы с экономикой и с индейцами привели к тому, что Джорджия стала сторонником сильной федеральной власти и активно участвовала в Конституционном конвенте 1787 года. От Джорджии на конвенте присутствовали Уильям Фью, Эбрахам Болдуин, Уильям Пирс, Джордж Уолтон, Уильям Хьюстон и Натаниель Пендлтон. Считается, что именно Болдуин предложил решение спорного вопроса, известное как «Коннектикутский компромисс». Джорджианцы, заинтересованные в сохранении работорговли, добились продления работорговли до 1808 года. 17 сентября 1787 года только Фью и Болдуин присутствовали на конвенте, и именно они подписали Конституцию США от Джорджии. 13 октября текст Конституции был опубликован в газетах Джорджии. 28 декабря открылся ратификационный конвент; 29 декабря прошло обсуждение Конституции, а 31 декабря она была единогласно ратифицирована. Заинтересованность Джорджии в новом формате государства проистекала из проблем с индейцами-криками и необходимости помощи со стороны федерального центра. На президентских выборах 1789 года Джорджия проголосовала за Вашингтона, Уильям Фью и Джеймс Ганн стали первыми сенаторами от Джорджии, а Джордж Мэтьюз, Эбрахам Болдуин и Джеймс Джексон стали первыми членами Палаты представителей США от этого штата.

### Проблема западных территорий
В 1795 году Испания отказалась от претензий на земли севернее 31-й параллели, и штат Джорджия получил огромные земельные территории. После войны американцы переселялись на запад в больших количествах, что открывало возможности для земельных спекуляций. В 1789 году появилось несколько компаний, желающих выкупить у штата земли по реке Язу, что дало им название «Компании Язу». Они купили у штата 14 400 000 акров земли за 207 580 долларов, но сделка в итоге сорвалась. Против сделки был и президент Вашингтон, который полагал, что не стоит продавать земли до того, как они официально выкуплены у индейцев. Однако в 1795 году сложилась новая группа компаний под руководством сенатора Джеймса Ганна, которая выкупила у штата 40 миллионов акров земли за 500 000 $. Традиционно считается, что легислатура штата была подкуплена. Из 20 сенаторов за сделку проголосовали 10, а 8 голосовали против. Губернатор Джордж Мэтьюз плохо разбирался в ситуации и подписал билль о продаже земли, несмотря на многочисленные возражения крупных политиков штата, в том числе Уильяма Кроуфорда.
В 1796 году прошли выборы в легислатуру и её новый состав постановил приостановить сделку и вернуть все полученные деньги. В 1802 году Джорджия согласно Пакту 1802 года уступила федеральным властям все свои западные территории за 1 250 000 $, и теперь уже федеральные власти решали, как поступить с теми, кто успел купить земли на западе. Специальная комиссия исследовала вопрос и составила доклад Конгрессу в 1803 году. Комиссия рекомендовала Конгрессу выплатить собственникам 5 миллионов долларов компенсаций. Конгресс не пошёл на это и тогда собственники подали в Верховный суд иск, известный как «Флетчер против Пека». Суд признал правоту истца и постановил, что пять миллионов компенсаций должны быть выплачены. История со сделками на Язу скомпрометировала множество политиков и имела долгие политические последствия.

### Эпоха федерализма

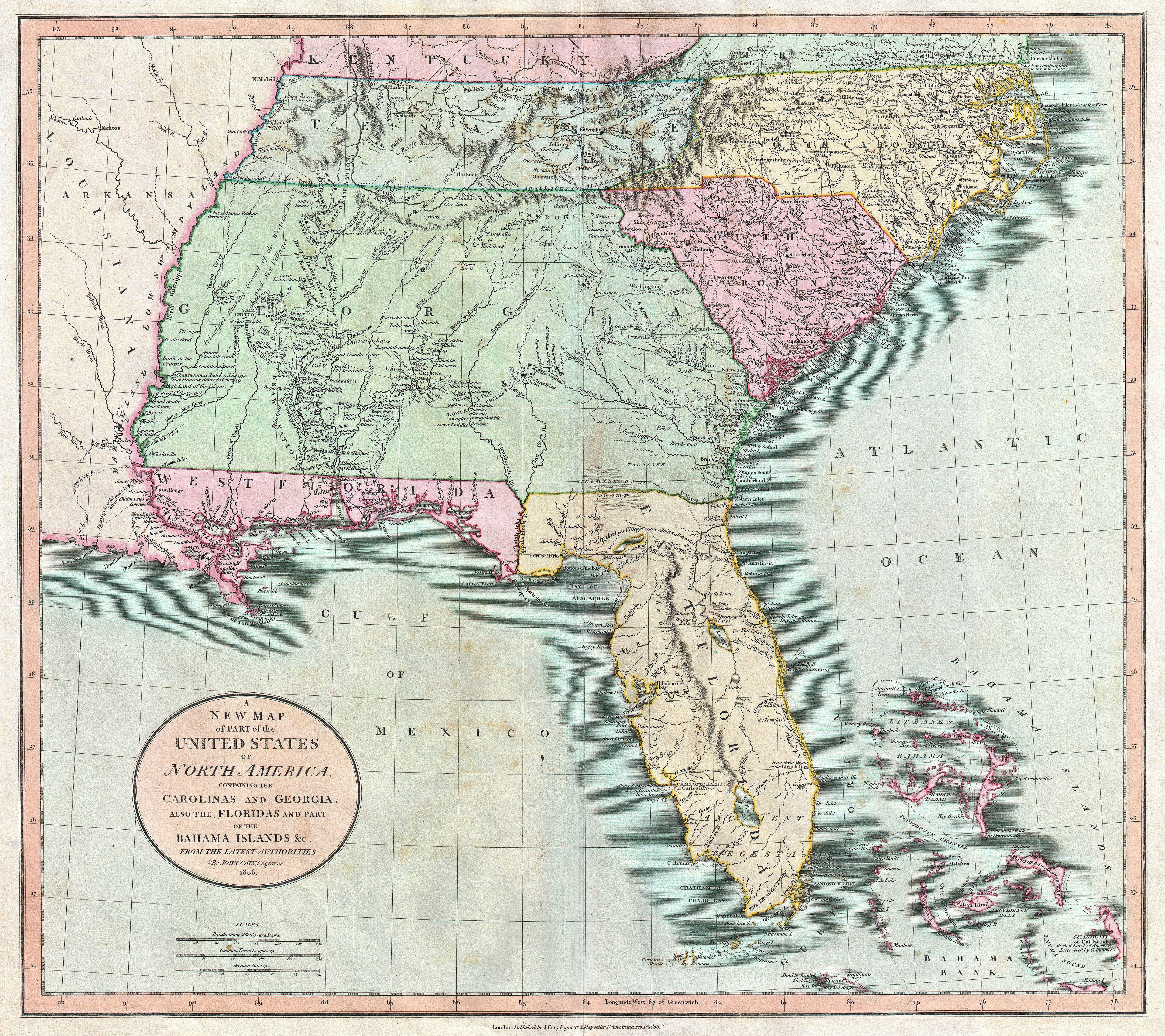
Джорджия на карте 1806 года

Споры вокруг Конституции раскололи американское общество на федералистов и антифедералистов. В 1790-е годы федералисты превратились в Партию федералистов, а антифедералисты, утратив своё название, примкнули к Демократическо-республиканской партии. Политики Джорджии были единогласно за конституцию и считались федералистами, но в то же время они были категорически против вмешательства федеральных властей в дела штата: например, в 1790 году легислатура выступила против того, чтобы федеральные власти контролировали земли индейцев в Джорджии. Из-за этого партия федералистов быстро утратила популярность и на выборах 1796 года она победила только в четырёх округах из 21. В Джорджии фактически сложилась однопартийная система, но начались конфликты между отдельными фракциями партии.
В 1802 году губернатором стал Джон Милледж, ранее депутат Палаты представителей США от Джорджии. Как раз в момент его прихода к власти Джорджия заключила договор с криками (Договор в Форте Уилкинсон 1802 года), по которому штат получил дополнительные территории, однако этот договор вызвал большое недовольство у криков. Милледж организовал землемерные работы, и одновременно договорился с криками, которые уступили ему ещё один участок земли и дали разрешение построить дорогу из Огасты в Теннесси. Она стала известна как Federal Road. Дорога строилась усилиями обоих штатов и была открыта в 1805 году. На полученных у криков землях были учреждены округа Уэйн, Уилкинсон и Болдуин. В 1804 году ассамблея штата приняла решение основать на землях округа Болдуин новую столицу, которую было решено назвать Милледжвилл в честь губернатора. В 1806 году умер сенатор Джексон и Милледж был избран на его место.

### Англо-американская война
В декабре 1807 года джорджианский юрист Уильям Кроуфорд был избран в Сенат США. В том же году истекли сроки торговых соглашений, оговорённых в договоре Джея, и отношения с Британией стали быстро портиться. Кроуфорд был решительным сторонником войны, и когда она была объявлена в июне 1813 года, он поддержал это решение президента Мэдисона. Губернатором Джорджии в этот момент был Дэвид Митчелл, избранный в 1809 году и переизбранный в 1811-м. В свой второй срок он сразу же начал усиливать береговые укрепления штата, а когда началась война, он сумел захватить 17 британских кораблей в устье реки Сент-Мэрис. Так как индейцы-крики поддержали Британию, Митчелл созвал ополчение штата для похода на криков и поручил его генералу Джону Флойду, к большому неудовольствию генерала Джона Кларка. Митчелл командовал всеми войсками на джорджианском фронте Крикской войны, но в 1813 году он ушёл с поста губернатора и президент Мэдисон передал джорджианские войска под командование генерала Томаса Пинкни.
В это время американцы уже наступали на криков тремя армиями: армией Джексона с севера, армией Клейборна с юга и армией Флойда со стороны Джорджии. Флойд двигался медленно, но в ноябре союзные американцам Нижние крики стали просить помощи, и Флойд начал марш на Коуэту. Там он построил форт Митчелл, после чего продолжил марш и 29 ноября 1813 года разбил криков в сражении при Атосси. После боя Флойд отвёл армию в форт Митчелл, а Пинкни направил в бой вторую армию под командованием Дэвида Адамса, но она не добилась никаких результатов. В январе 1814 года Флойд повторил попытку. 27 января крики напали на его лагерь и произошло сражение при Кэлеби-крик, в ходе которого Флойд отбил все атаки, но был вынужден вернуться в Джорджию, где его армия была распущена и заменена регулярами.
В ноябре 1813 года, в разгар войны, губернатором стал Питер Эрли, который оказывал всё возможное содействие федеральному правительству. Когда правительству не хватило денег, он дал ему в долг 80 000 $ из казны штата. Когда губернатору сказали, что Союз, возможно, развалится и деньги будут потеряны, он ответил, что Джорджия или победит вместе с Союзом или погибнет вместе с ним, и что он не видит Джорджию без Союза. Война завершилась в 1815 году и в том же году президент Мэдисон назначил Уильяма Кроуфорда военным секретарём. С этого момента он на 10 лет стал членом кабинета министров при Мэдисоне и Монро.

### Эра доброго согласия
В условиях однопартийной системы основные противоречия в штате существовали между классом крупных плантаторов и классом мелких фермеров. Партию плантаторов юга Джорджии возглавляли Джеймс Джексон и Уильям Кроуфорд, а после смерти Джексона в 1806 году партию возглавлял Джордж Труп и она стали известна как Партия Трупа. Оппозицию возглавили Элайджа и Джон Кларки, и она была известна как «кларкиты». Когда в 1819 году умер губернатор Уильям Рабун, его место занял президент сената штата Мэтью Толбот, первый кларкит на этой должности. Осенью 1819 года губернатором был выбран сам Джон Кларк. При нём в 1821 году был подписан договор с криками, по которому Джорджия получила земли между реками Окмалги и Флинт, и учредила там пять новых округов. Историки будущего называли Кларка одним из самых успешных губернаторов той эпохи, однако на выборах 1823 года «демократа» Кларка победил «аристократ» Джордж Труп, политический союзник Эндрю Джексона и Кроуфорда (на тот момент — министра финансов США). Он продержался на этой должности до 1827 года. В 1825 году система выборов губернатора легислатурой сменилась системой всеобщих выборов. В 1829 году партия Кларка получила название «партия Союза» (потому что поддерживала политику федеральных властей), а партия Трупа приняла название «Партия прав штата».
В 1830-х годах Джорджию затронул «Таможенный кризис». Ещё в 1816 году Конгресс ввёл пошлину на ввоз промышленной продукции ради поощрения собственной промышленности. Эта протекционистская политика помогала в основном северным штатам, где промышленность развивалась, а южным штатам она препятствовала покупать дешёвые европейские товары. В 1831 году Южная Каролина объявила пошлину неконституционной, и заявила, что штаты могут не подчиняться закону Конгресса, если считают таковой невыгодным. В ответ президент Джексон пригрозил применить армию, и Южная Каролина отозвала своё заявление. Южная Каролина ожидала, что Джорджия поддержит её в этом вопросе. В ноябре 1832 года в Милледжвилле собрался конвент, на котором столкнулись сторонники и противники политики президента. На конвенте победили те, кто предлагал следовать примеру Южной Каролины, и были изданы аналогичные резолюции, но легислатура объявила их неконституционными. Общественное мнение в Джорджии тоже не поддержало Южную Каролину. Против «южнокаролинской» политики выступили Труп, Гилмер, Кроуфорд, Форсайт и Лампкин.
Политика Джексона привела к тому, что многие члены демократической партии откололись в отдельную партию вигов. В Джорджии в те годы вигами были Роберт Тумбс, Александр Стивенс и Джон Берриен. Партия Трупа (она же партия прав штатов) влилась в партию вигов, а партия Союза слилась с джексоновскими демократами. В Джорджии обе партии долгое время находились в балансе: на президентских выборах 1840 года победил кандидат от вигов, а в 1841 году на губернаторских выборах победил кандидат от демократов. В 1843 году губернатором стал кандидат от вигов (Джордж Кроуфорд). В 1850-х годах споры о рабстве разрушили партию вигов и Джорджия снова стала однопартийным штатом.
В 1816 году на реке Саванна появился первый пароход, а в 1820-е годы х было уже около пятидесяти. Они доставляли хлопок в Саванну, единственный крупный порт страны. К 1826 году Саванна экспортировала около 190 000 тюков хлопка, а к 1860 году — уже 314 084. В 1835 году началось строительство первой в штате железной дороги Чарлстон — Огаста, длиной 42 мили, и она была завершена в 1837 году. В 1838 году линию провели в Гринсборо, а в 1841 году — в Мадисон и Атенс. Чтобы не лишиться трафика, жители Саванны стали строить дорогу на Мейкон, длиной 190 миль, которая была завершена в 1843 году. После этого возникли планы продлить её до Чаттануги и связать тем самым Джорджию с Западом. Строительство началось в 1839 году за счёт штата и завершилось в 1851 году. Так появились три основные линии (Чарлстон — Огаста, Центральная Джорджианская и Western and Atlantic Railroad), от которых были сделаны ответвления.

### Отношения с индейцами-криками
В период между скандалом вокруг Компаний на Язу и обострением споров из-за рабства главной проблемой в Джорджии стали отношения с индейцами. После договора 1790 года новых соглашений не заключалось. Согласно пакту 1802 года, федеральное правительство обещало переселить индейцев на Запад «мирно и на разумных основаниях», при этом полагая, что это всего лишь обещание прилагать какие-то усилия. В то же время Джорджия понимала этот договор как обязательство выселить индейцев в краткие сроки любыми методами. В 1814 году завершилась крикская война и был заключён договор, по которому крики уступили большие территории, в частности, в южной Джорджии. Эта сделка не вызвала энтузиазма в Джорджии, поскольку полученные земли были невысокого качества, однако возникли надежды, что крики уступят и остальные свои территории. В 1821 году крики уступили ещё один участок земли между реками Окмалги и Флинт, но после этого отказались идти на дальнейшие переговоры.
В 1823 году губернатор Труп потребовал от президента Монро выполнить условия договора 1802 года, но получил отказ. Между тем в среде криков произошёл раскол: джорджианские крики стали склоняться к тому, чтобы переехать на Запад, в то время как алабамские крики были против этого. В феврале 1825 года крики собрались на конференцию и постановили обменять свои земли в Джорджии на ту же площадь на западе с доплатой в 5 миллионов долларов. В марте президент Монро ратифицировал договор. Через месяц алабамские крики напали на инициатора договора, вождя Уильяма Макинтоша, и убили его. Джон Куинси Адамс, который только что стал президентом, счёл договор несправедливым и велел губернатору Трупу прекратить присвоение земель, но тот не подчинился. В 1826 году президент заключил с криками новый договор, но губернатор не признал его. Договор Адамса подразумевал сохранение небольшой индейской резервации вдоль границы с Алабамой, но Труп приступил к распределению и этой земли тоже. Крики призвали федеральные власти применить армию, в ответ на что Труп обещал использовать армию Джорджии. Адамс решил не доводить дело до войны и уговорил криков уступить и последний участок, что было оформлено договором 1827 года.

### Отношения с индейцами чероки

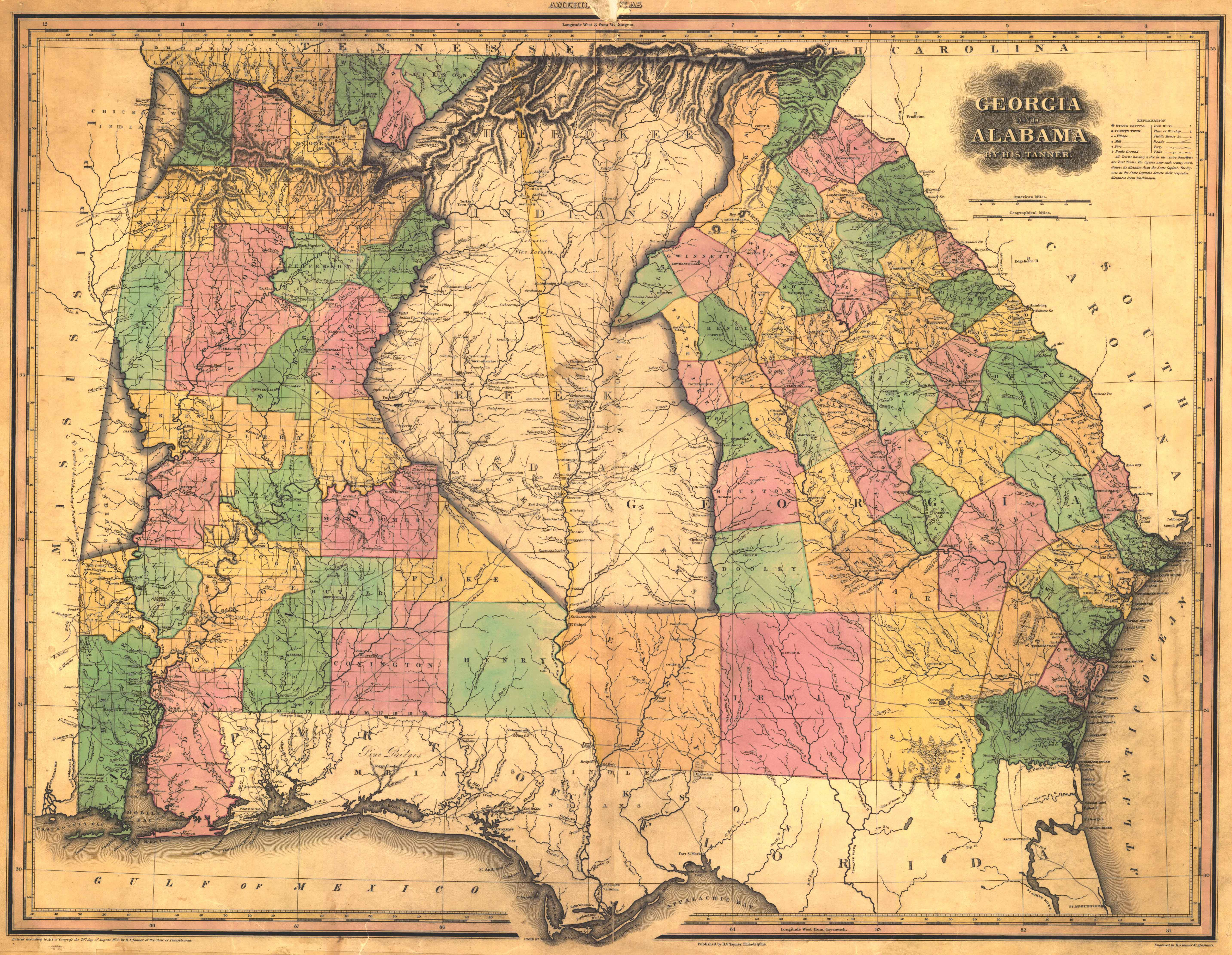
Карта Джорджии и Алабамы в 1823 году и территория чероки и криков

К 1825 году племя чероки занимало уже относительно небольшую территорию на севере Джорджии, северо-востоке Алабамы, западе Северной Каролины и на востоке Теннесси. Перепись того года показала, что на этой территории проживают 13 563 индейца, 1277 чернокожих рабов и 220 белых поселенцев. Чероки к тому моменту перешли к оседлому образу жизни. Дикие звери были в основном перебиты, что вынудило индейцев заняться сельским хозяйством. Федеральное правительство поощряло это и снабжало индейцев сельскохозяйственным инвентарём. Отчёты военного департамента 1829 года утверждали, что чероки на удивление быстро продвинулись в области морали, религии и сельского хозяйства, регулярно собираются в церквях и даже принимают законы, запрещающие продажу спиртного. В 1827 году они приняли Конституцию чероки, во многом скопированную с конституции США, в которой объявили себя независимым народом. Это вызвало возмущение джорджианцев, а губернатор Форсайт подал президенту жалобу на то, что чероки создают сепаратистское правительство в границах суверенного штата.
Ответным шагом легислатура Джорджии в 1828 году объявила о том, что действие законов штата распространяется и на земли чероки. В 1829 году началась Джорджианская золотая лихорадка, которая привлекла в земли чероки около 3000 белых переселенцев, а в 1830 году легислатура объявила незаконными все суды и собрания на территории чероки. Вожди чероки обратились за помощью к президенту Эндрю Джексону, но он в этом вопросе встал на сторону Джорджии. Тогда чероки подали в Верховный суд иск, известный как «Чероки против Джорджии». Иск был отклонён на том основании, что чероки не являются независимой иностранной нацией. В декабре 1830 года легислатура Джорджии запретила белым переселенцам жить в землях чероки без разрешения, и вскоре миссионер Самуэль Вустер был арестован за нарушение этого закона. Он подал в Верховный суд иск «Вустер против Джорджии», и на это раз суд признал, что законы Джорджии не имеют силу на территории чероки. Индейцы выиграли дело, но президент не стал приводить в исполнение решение суда. Впоследствии дело было решено мирным соглашением: Вустер отказался от иска, а правительство штата сняло с него обвинения.

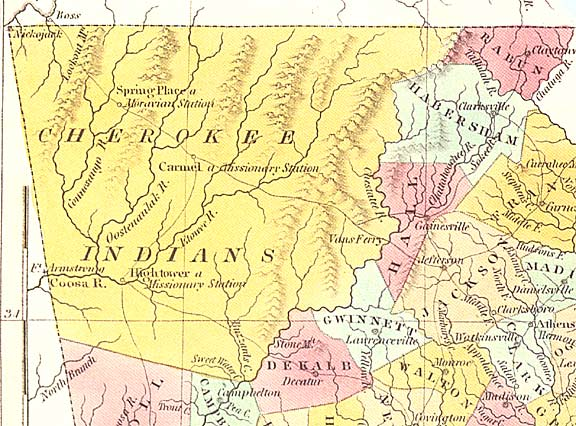
Земли чероки в Джорджии в 1830 году

В конце 1831 года губернатором Джорджии стал Уилсон Лампкин, при котором политика в отношении индейцев изменилась. Ранее Джорджия старалась распространить на земли чероки свою юрисдикцию, но препятствовала заселению этих территорий. Лампкин же полагал бессмысленным вводить законы штата на незаселённой территории, и стал поощрять миграцию. Легислатура одобрила его предложение, в 1832 году прошли землемерные работы: земли чероки были разделены на 10 округов, а земля, не освоенная индейцами, была поделена на участки и распределена лотереей между жителями штата. В этой ситуации часть чероки решила, что дальнейшее сопротивление бесполезно, и их делегация во главе с Джоном Риджем и Элиасом Бодино в 1835 году согласилась на переселение за Миссисипи в обмен на 5 миллионов долларов. 29 декабря 1835 года было заключено соглашение в Нью-Эчота. Другая часть чероки заявила, что соглашение не соответствует желаниям большинства, но, несмотря на это, оно было ратифицировано американской стороной. Многие члены Конгресса были на стороне индейцев, но не смогли предотвратить переселение. Только в Северной Каролине части чероки удалось остаться на своих землях.
16 000 индейцев чероки было выселено на запад. По подсчётам историков, от 4000 до 5000 индейцев умерли по дороге. Уже на Индейской территории противники переселения нашли и убили Риджа и Бодино.

### Споры вокруг рабства

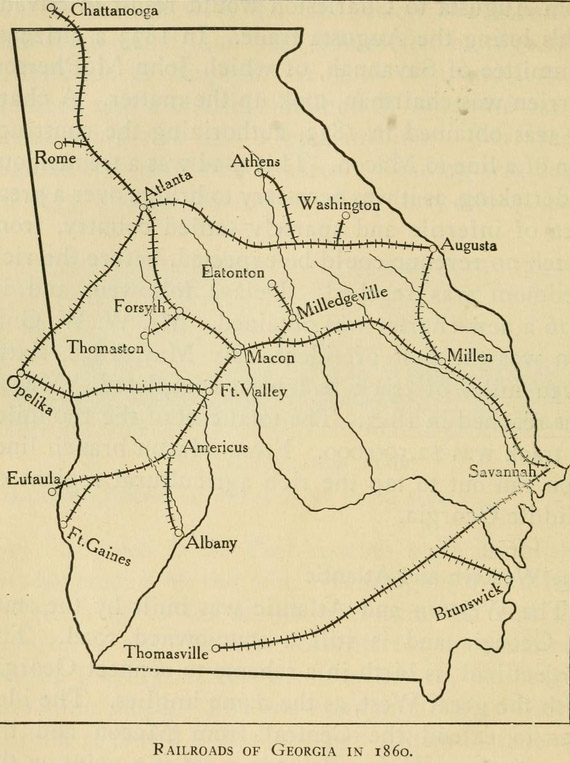
Железные дороги Джорджии в 1860 году

В 1791 году Джорджия производила всего 1000 тюков хлопка для внутреннего употребления, но появление коттон-джина привело к стремительному росту хлопковой индустрии. К 1800 году Джорджия производила уже 20 000 тюков, к 1811 году — уже 40 000, к 1821 году — 90 000, а к 1826 году — 150 000, при этом в 1826 году Джорджия обогнала Южную Каролину по объёмам производства хлопка. До эпохи хлопкового бума жители Юга были склонны считать рабство невыгодным институтом, а рабы применялись только для выращивания табака и риса, но с развитием хлопковой индустрии рабов стали закупать в огромных количествах и их численность стала расти. В 1800 году в округе Ричмонд впервые количество чернокожих превысило количество белых. Вторым стал округ Колумбия, а к 1820 году таковыми стали округа Берк, Уилкс, Оглторп, Грин, Ханкок и Болдуин. Например, в округе Уилкс в 1850 году проживало 3805 белых и 8203 чернокожих. Так постепенно сформировался так называемый «Чёрный пояс Джорджии». Белое население здесь постепенно сокращалось: крупные плантаторы скупали землю у мелких фермеров, а те переселялись на новые земли на западе.
Для южных (рабовладельческих) штатов было важно поддерживать экспансию на новые территории, поскольку это позволяло им поддерживать баланс сил в Сенате США. В 1850 году, после завоевания Северной Мексики, сенатор Генри Клей предложил компромисс 1850 года: принять Калифорнию в качестве свободного штата, а статус остальной территории бывшей Мексики (Юты и Нью-Мексико) отдать на усмотрение самих переселенцев. В Джорджии компромисс поддержали Хоуэлл Кобб, Роберт Тумбс и Александр Стивенс. Губернатор созвал конвент для обсуждения этого вопроса. Если бы конвент выступил против компромисса, это могло бы привести к гражданской войне, но в итоге делегаты склонились к принятию компромисса, чем, по мнению современников, отсрочили начало гражданской войны на 10 лет. На следующий год на губернаторских выборах победил Хоуэлл Кобб, сторонник компромисса, из чего следует, что джорджианцы в тот момент были настроены на примирение с северными штатами.

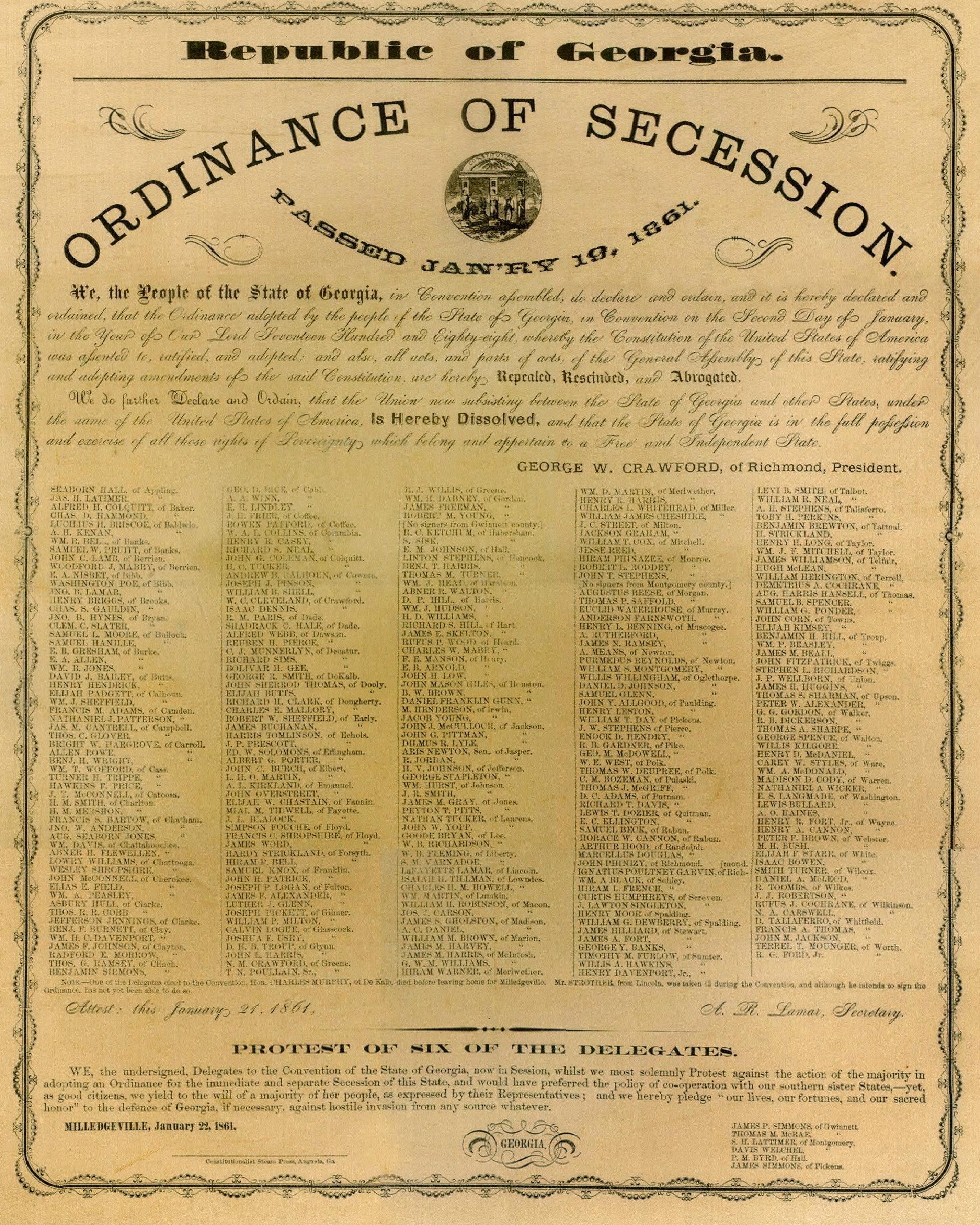
Постановление о сецессии Джорджии

Достигнутое примирение длилось недолго, и уже в начале 1850-х начался новый кризис: в 1854 году было предложено разделить Территорию Небраска на два штата («Закон Канзас-Небраска»), с тем, чтобы статус новых штатов решали переселенцы. Это привело к конфликтам между переселенцами и небольшой гражданской войне на этих территориях. В эти годы партия вигов уже теряла популярность, а споры вокруг закона привели к тому, что многие её члены перешли в демократическую партию: так поступили в 1854 году Тумбс, Стивенс и их многочисленные сторонники. Юг стал монолитно демократическим, а на Севере в 1856 году образовалась Республиканская партия, открыто враждебная рабовладению. На президентских выборах 1856 года победил кандидат от демократов, но республиканский кандидат победил почти во всех северных штатах.
После избрания Авраама Линкольна президентом в Джорджии участились призывы к выходу из Союза, хотя не все одобряли это предложение. 14 ноября 1860 года Александр Стивенс выступил с речью в легислатуре, призывая не спешить, а подождать развития событий. Он предложил созвать конвент и на нём обсудить ситуацию. 2 января 1861 года прошло голосование, а 16 января делегаты собрались в Милледжвилле. 18 января Юджинус Нисбет предложил резолюцию о сецессии, и она была принята 166 голосами за при 130 против. На следующий день было представлено Постановление о сецессии, которое было одобрено 208 голосами за при 89 против. Наиболее сильным аргументом в пользу сецессии стало заявление Томаса Кобба, который сказал, что южным штатам выгоднее вести переговоры с Севером, будучи вне Союза. Подразумевалось, что Джорджия может выйти из Союза, а потом войти в него на других, более выгодных основаниях. В итоге 19 января в 14:00 президент конвента Джордж Кроуфорд официально объявил о выходе Джорджии из состава Союза.
21 января делегаты конвента собрались снова и приняли новую Конституцию Джорджии, которая во многом напоминала конституцию 1798 года, но в неё добавили несколько пунктов о защите института рабства на территории Джорджии. В марте конвент собрался снова и ратифицировал конституцию.

## Гражданская война

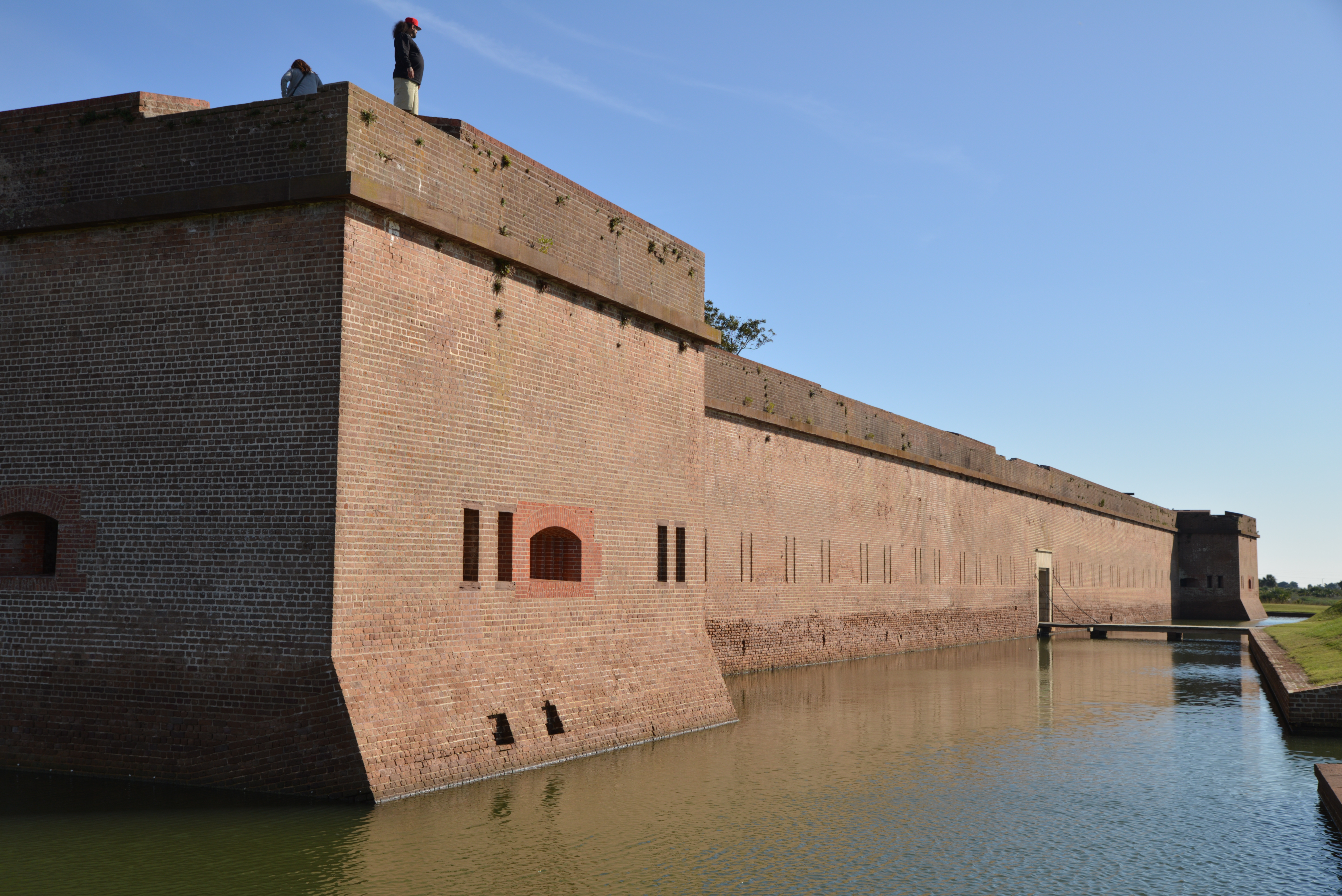
Форт Пьюласки, прикрывавший подступы к Саванне

После отделения Джорджия отправила делегацию на конвент в Монтгомери, на котором было решено создать Конфедеративные штаты Америки. Джорджианец Хоуэлл Кобб был председателем конвента, его брат Томас Кобб стал основным автором Конституции Конфедерации, Александр Стивенс стал вице-президентом Конфедерации, а Роберт Тумбс стал госсекретарём Конфедерации.
Ещё до выхода из Союза губернатор Браун распорядился захватить федеральный форт Пьюласки, а 22 января 1861 года по его распоряжению был захвачен федеральный арсенал в Огасте. 15 января, после обстрела форта Самтер, Союз объявил войну южным штатам; 18 января губернатор объявил о наборе добровольцев в армию. К осени было набрано 25 000 человек, а всего за годы войны в армии служили 120 000 джорджианцев. Браун проявил себя способным администратором, хотя часто конфликтовал с правительством Конфедерации. Ему удалось решить проблему нехватки соли и увеличить производство пищевых продуктов в штате. Ему удавалось развивать индустрию штата, хотя промышленной продукции всё равно не хватало. Экономика штата держалась в 1861 году, но пошла на спад в 1862-м, сильно пострадала в 1863-м и была окончательно разрушена походом Шермана в 1864 году.
Весной 1862 года федеральная армия захватила несколько островов в прибрежной части Джорджии, а 10 апреля захватила форт Пьюласки, чем блокировала порт Саванны. В том же месяце северяне попытались угнать из Джорджии поезд: это событие стало известно как Великая паровозная гонка. В 1863 году северяне организовали кавалерийский Рейд Стрейта, намереваясь пробиться к железной дороге Атланта — Чаттануга из Алабамы, но были разбиты на границе Джорджии кавалерией Форреста. Осенью 1863 года федеральная армия Роузкранса заняла Чаттанугу и вступила в Джорджию, но была разбита в Битве при Чикамоге, после чего отступила в Чаттанугу, где была осаждена южанами. В ноябре генерал Грант снял осаду Чатануги, заставил южан отступить в Джорджию и стал готовить наступление на Атланту, командовать которым пришлось уже генералу Шерману.

Марш Шермана к морю

В мае 1864 года, одновременно с наступлением Гранта на Ричмонд, генерал Шерман начал наступление на Атланту: он оттеснил южан с позиции при Долтоне и при Ресаке, заставил их отступить с позиций на горе Кеннесо и к началу июля подступил к Атланте. 18 июля командование армией Юга принял Джон Белл Худ, который несколько раз атаковал противника, но всякий раз неудачно. 2 сентября Атланта пала. Это было тяжёлым ударом для Конфедерации, сравнимым с потерей столицы. Худ попытался перенести боевые действия в Теннесси, а Шерман отправился на восток, к Саванне, сжигая дома и разрушая железные дороги. Он наступал к морю, преодолевая сопротивление кавалерии Джозефа Уилера. 22 ноября Шерман вошёл в Милледжвилл, а 21 декабря вошёл в Саванну. В феврале Шерман ушёл в Северную Каролину, а в марте северяне провели Рейд Уилсона, захватив и разрушив Колумбус 16 апреля. В начале мая губернатор Браун официально капитулировал. Все лидеры Джорджии были арестованы, а 10 мая в южной Джорджии был схвачен президент Конфедерации Джефферсон Дэвис.

## Послевоенный период

### Эпоха реконструкции
Президент Линкольн и его прeемник Джонсон намеревались после войны вернуть южные штаты в Союз быстро и по упрощённой схеме. От штатов требовалось отозвать постановление о сецессии и принять 13-ю поправку, запрещающую рабство. Этот план стал известен как Президентская реконструкция. В Джорджии временным губернатором стал Джеймс Джонсон, который в октябре 1865 года созвал конвент, принявший все условия президента и сформировавший новое правительство. Гершель Джонсон и Александр Стивенс были выбраны в Сенат США. Вместе с тем были приняты законы, ограничивающие права чернокожих. Однако, когда в декабре 1865 года собрался 39-й Конгресс, он осудил политику Джонсона и отказался принять сенаторов с Юга. После трёх месяцев обсуждения Президентская реконструкция была признана незаконной, и от южных штатов потребовали принять 14-ю поправку, гарантирующую гражданские права чернокожих. Эта фаза реконструкции стала известна как Конгрессиональная реконструкция.
Южные штаты отказались принять 14-ю поправку и тогда был издан «Акт о реконструкции», который разделил Юг на 5 военных округов. Джорджия, Алабама и Флорида составили 3-й округ, командование которым принял Джон Поуп. Было объявлено о созыве конвента для разработки новой конституции, при этом чернокожие получили право голосования и право быть избранными в конвент, а белые, которые были участниками войны или занимали административные должности в штате, были лишены этих прав. Всего право голоса получили 95 214 белых и 93 457 чернокожих. Конвент собрался в декабре 1867 года и принял новую конституцию, дающую право голосования чернокожим. После ратификации конституции губернатором стал Руфус Буллок (за которого голосовали чернокожие), в Палате представителей демократы доминировали, а в Сенате штата их было поровну. 21 июля 1868 года была принята 14-я поправка.
По новым правилам в Палату представителей прошли 25 чернокожих, и двое попали в Сенат штата. В сентябре 1868 года легислатура Джорджии лишила чернокожих права занимать эти места. Губернатор Буллок подал жалобу в Конгресс США, в результате чего в декабре 1869 года Джорджия снова оказалась под военным управлением, которое возглавил генерал Альфред Терри. Он потребовал вернуть чернокожих в легислатуру, но это требование было признано незаконным. На этот раз условием возвращения в Союз стало принятие 15-й поправки. После долгих споров Джорджия приняла поправку и стала последним штатом, вернувшимся в Союз.
На выборах 1870 года две трети Палаты представителей штата стали демократами, как и пять из семи сенаторов. Губернатор Буллок покинул пост и его место занял президент Сената Бенджамин Конли, но демократы добились внеочередных выборов, и губернатором штата стал демократ Джеймс Милтон Смит. Буллок покинул штат, опасаясь ареста. Он был арестован в 1876 году, но суд оправдал его. Период правления Буллока сильно навредил экономике Джорджии — выросла задолженность штата, а железная дорога Western and Atlantic Railroad, находящаяся под управлением штата, пришла в полное расстройство. Вместе с тем Джорджия пережила эпоху реконструкции легче, чем другие штаты юга. Её политики предпочли действовать осторожно, не конфликтуя с Конгрессом, а подчиняясь его решениям.

### Позолоченный век

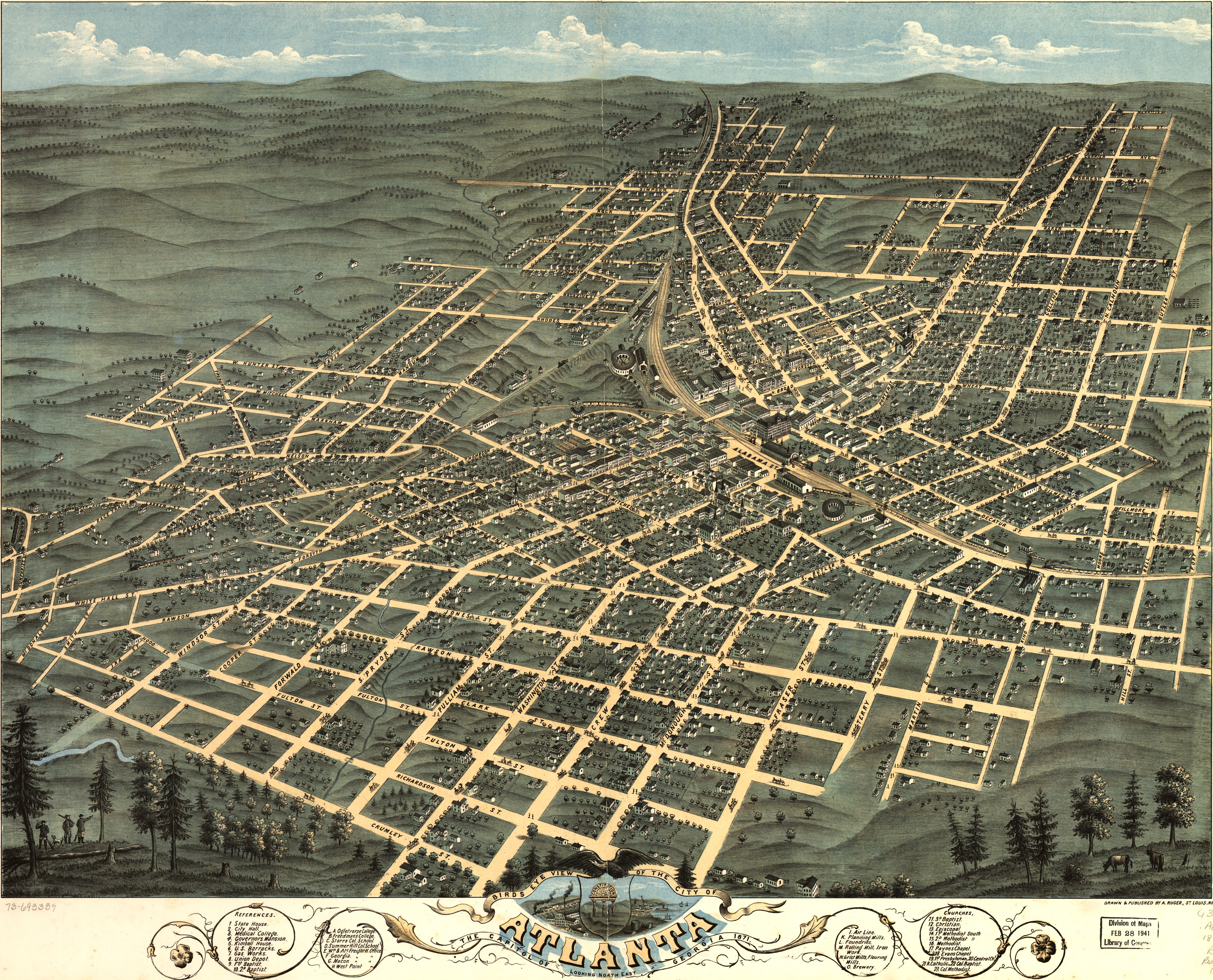
Карта Атланты 1871 года

После окончания эпохи реконструкции Джорджия пережила бурный экономический рост: стоимость облагаемой налогами собственности взлетела с 227 миллионов долларов в 1870 году до 813 миллионов в 1910 году, производство хлопка за тот же период выросло с полумиллиона тюков до 1 992 408 тюков. К 1910 году только Техас, Иллинойс и Айова обгоняли Джорджию по объёму сельскохозяйственной продукции. Объём промышленных товаров за эти сроки вырос с 31 миллиона до 202 миллионов долларов. Одновременно развивалась система образования. Если в 1870 году 27,4 % белого населения было неграмотно, то к 1910 году этот показатель упал до 7 % (и с 92 % до 36 % среди чернокожих).
Политически после 1870 года Джорджия стала монолитно демократической. Демократов юга в этот период называют «Бурбонными демократами», а сам период «Эпохой бурбонной демократии». Демократы смирились с отменой рабства, отказались от прежних ценностей и были готовы индустриализировать юг, чтобы нагнать Север по уровню развития. В январе 1873 года бывший генерал Конфедерации Джон Гордон был избран в Сенат США. Он прибыл на сессию 43-го Конгресса, и в конце сессии занял место председателя Сената, став первым бывшим конфедератом на этом посту. Он стал популярным политиком, его даже предлагали выдвинуть в вице-президенты. На 1875—1877 годы пришёлся пик его политической активности.
На губернаторских выборах 1876 года (которые совпали с президентсткими) победил демократ и бывший генерал Конфедерации Альфред Колкитт. В то время ещё действовала конституция 1868 года, которая устраивала демократов, но против неё возникало всё больше возражений, и, наконец, 12 июня 1877 года было принято решение созвать конституционный конвент. Этот конвент (на котором не присутствовали лидеры бурбонных демократов) создал Конституцию 1877 года, которая была принята на референдуме 5 декабря 1877 года. Она оказалась несовершенной, перенесла множество поправок и была пересмотрена в 1945 году. Колкитт побеждал на выборах 1878 и 1880 годов, а к выборам 1882 года демократы выдвинули кандидатом Александра Стивенса, бывшего вице-президента КША. Он легко победил на выборах, но умер в 1883 году, его срок дослужил Джеймс Бойнтон, а затем губернатором стал Генри Макдэниел. Джорджия в этот момент жила фактически в режиме однопартийности, избирательная активность была низкой и, пока другие штаты вели активную политическую жизнь, Джорджия, по словам современника, «интересовалась только сбором урожая». В 1886 году губернатором стал Джон Гордон, а Браун и Колкитт служили в сенате. Период доминирования в политике Гордона, Брауна и Колкитта стали называть «Бурбонным триумвиратом».

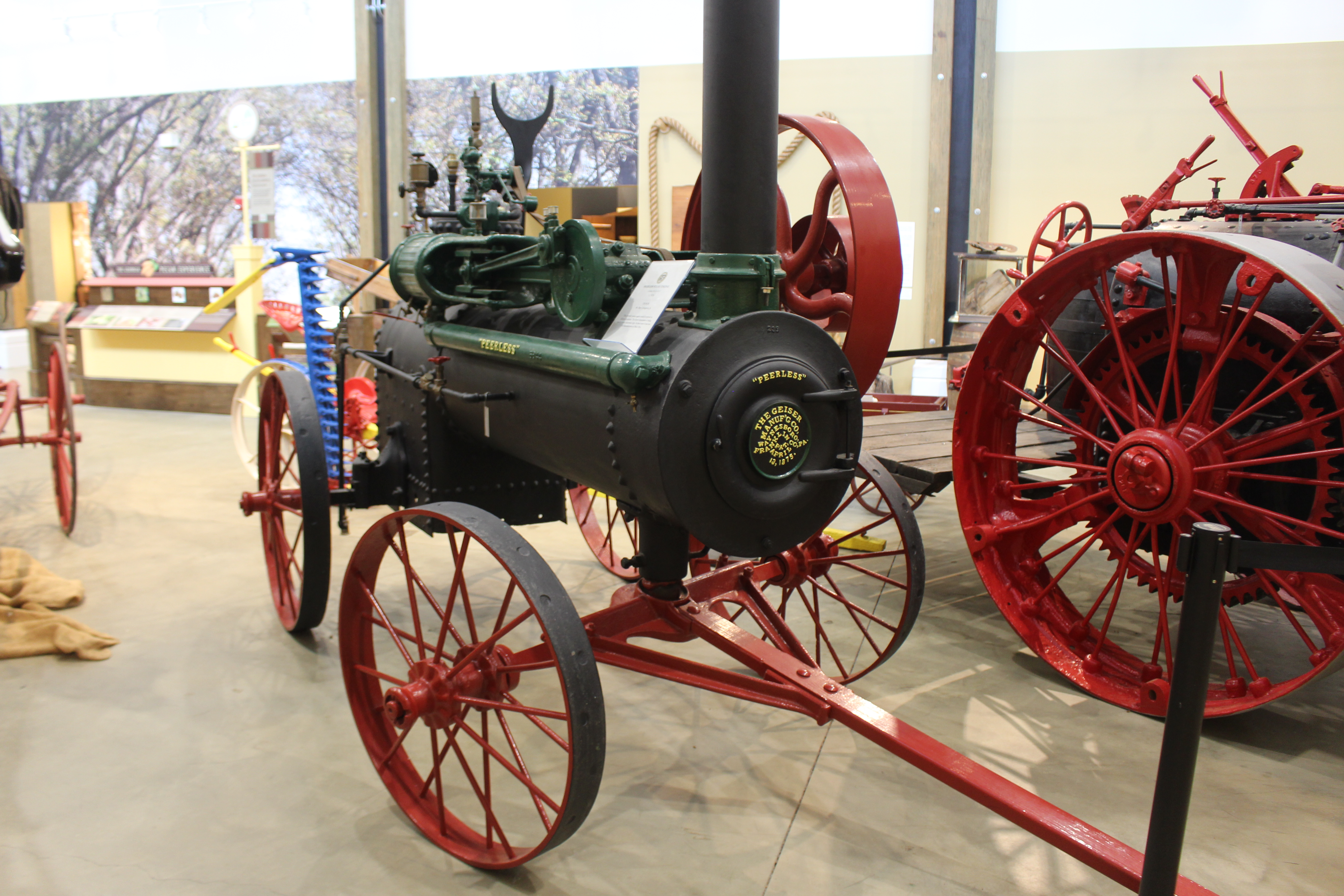
Паровой трактор 1870-х годов в Музее сельского хозяйства Джорджии

В середине 1880-х кризис в сельском хозяйстве породил объединение фермеров, известное как Фермерский альянс. Он зародился в Техасе и стремительно распространился по Югу и Западу США. Это заставило демократов Джорджии в 1874 году создать Департамент сельского хозяйства и принять меры по регулированию деятельности железных дорог. Альянсу удалось добиться доминирования в политике штата в 1890 году и даже продвинуть в губернаторы своего лидера Уильяма Нортена, но Альянс не смог решить ряд актуальных проблем и начал приходить в упадок уже в 1892 году. Однако политика Альянса способствовала успеху Партии популистов, что вызвало тревогу демократов, которые для удержания власти стали говорить об опасности «власти чёрных». Как следствие, были приняты первые сегрегационные законы, известные также как «Законы Джима Кроу»: в 1891 году была введена сегрегация на железных дорогах, а затем в тюрьмах. Попытка сегрегации городского транспорта в Атланте в 1892 году встретила сильное сопротивление чернокожего населения и была отменена. Борьба против сегрегации городского транспорта в Саванне тянулась до 1908 года. Однако такого рода законы действовали в основном в крупных городах, а в большинстве провинциальных округов их вообще не существовало.
В 1886 году фармацевт Джон Пембертон продал в своей аптеке в Атланте первый стакан газированного напитка, который он назвал «French Wine Coca», а вскоре поменял его на «Кока-кола». После 1889 года права на производство выкупил коммерсант Эйза Кэндлер, который превратил фирму в крупную кампанию и в 1899 году получил права продажи напитка по всем США, кроме штата Миссисипи.

### Испано-американская война
19 апреля 1898 года США объявили войну Испании и началась Испано-американская война. 23 апреля правительство запросило у Джорджии два пехотных полка и две артиллерийские батареи. 4 мая был открыт вербовочный лагерь и, несмотря на медленный приток рекрутов, штат смог сформировать три пехотных полка. 1-й Джорджианский пехотный полк был предназначен для переброски на Пуэрто-Рико, но не успел принять участия в войне. 2-й Джорджианский был предназначен для Кубы и тоже не успел прибыть туда до конца войны, и только 3-й Джорджианский был реально задействован на Кубе в 1899 году. Город Саванна был местом дислокации 7-го пехотного корпуса генерала Фицхью Ли и здесь 17 декабря 1898 года был устроен смотр корпуса в присутствии президента Мак-Кинли. Одним из самых известных джорджианцев, участвовавших в войне, стал Джозеф Уилер, бывший генерал Конфедерации, которого привлекли к командованию 5-и армейским корпусом. Когда война завершилась, политики Джорджии (губернатор и оба сенатора) были категорическими противниками аннексии Пуэрто-Рико, Филиппин и Кубы.

## XX век

### Эпоха прогрессивизма

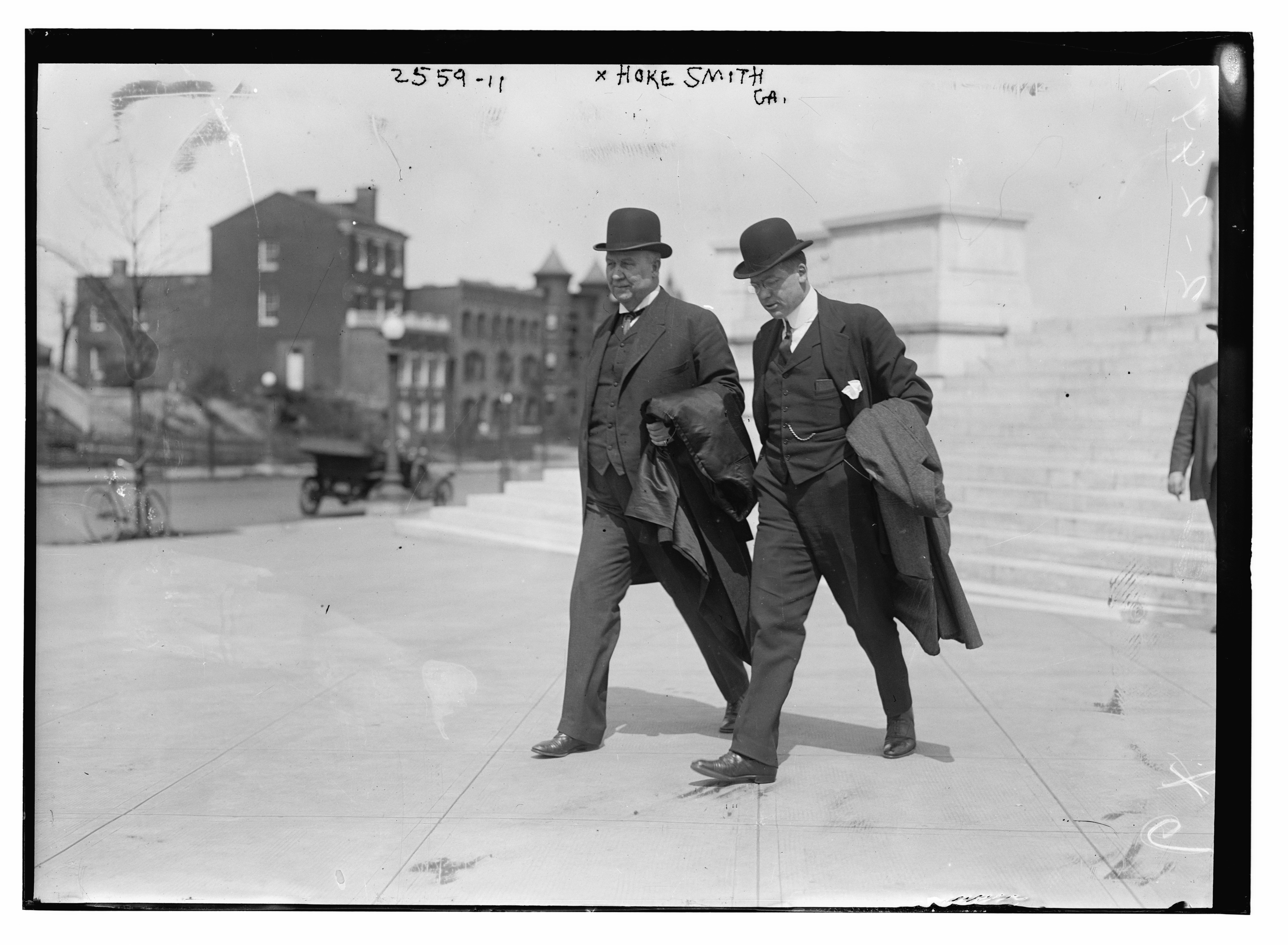
Сенатор Майкл Смит в 1910 году

Эрой прогрессивизма принято называть начало XX века, период президентства Рузвельта, Тафта и Вильсона, но прогрессивизм проявлялся и в политике отдельных штатов. В Джорджии, как и везде, он был философией городского среднего класса. В Джорджии после распада популистской партии власть всецело принадлежала демократам, и именно они начали прогрессивистские реформы. Сторонниками реформ были губернаторы Аткинсон и Кэндлер, но особенно громкие призывы к реформам начались во время губернаторства Джозефа Террелла, который был избран в 1902 году. Общественность требовала улучшить общественные школы, урегулировать детский труд и строже контролировать железные дороги. Губернатор Террелл симпатизировал сторонникам реформ, но никак им не содействовал, и реформаторы оставались без лидеров и программы.
Ситуация изменилась, когда губернатором стал Майкл Смит, который стал активно бороться за реформы и добился поддержки бывшего лидера популистов Томаса Уотсона. Реформы ярче всего проявили себя в Атланте и Огасте, где общественность старалась сделать свой город более удобным, чистым, и комфортным. В этих городах мостили улицы, прокладывали канализацию, создавали парки и принимали меры против пожаров и криминала. Вместе с тем предполагалось, что улучшить общество можно только устранив политическое влияние чернокожих: эту идею разделяли и Уотсон, и губернатор Хук. Губернатор с самого начала обещал улучшить школы и лишить чернокожих права голоса, но в реальности на первый план вышла проблема трезвости: в 1906 году произошёл расовый бунт в Атланте, причиной которого тогда назвали злоупотребление алкоголем, из-за чего участились призывы запретить алкоголь, и соответствующий закон был принят в 1907 году. Впоследствии он дополнялся, и к 1917 году в Джорджии были самые жёсткие антиалкогольные законы.
Исключение чернокожих из политики в те годы казалось методом борьбы с коррупцией; штат Миссисипи первым ограничил право голоса чернокожих, затем это сделала Луизиана (1898), к 1902 году обе Каролины, Алабама и Виргиния. В 1908 году легислатура Джорджии приняла поправку, требующую получения права голоса только после прохождения теста на грамотность, и стала седьмым штатом, фактически лишившим чернокожих права голоса.
В том же 1908 году Смит проиграл выборы и губернатором стал Джозеф Браун, который не был сторонником реформ. Позже Смит снова стал губернатором, но вскоре ушёл в сенат США, что лишило прогрессивистов штата своего основного лидера. Последующие губернаторы не думали о реформах, хотя частные лица продолжали бороться за совершенствование школ, права женщин и за регулирование детского труда. При поддержке федеральных властей в 1920 году началось строительство современных шоссейных дорог.

### I Мировая война
В 1914 году началась Первая Мировая война, а в 1915 году был потоплен американский лайнер «Лузитания». В северных штатах начались призывы к вступлению в войну, но жители Джорджии не разделяли этих взглядов. Экономика штата, особенно торговля хлопком, сильно пострадала от боевых действий. Сенатор и бывший губернатор Смит заявил, что не имеет смысла начинать войну из-за смерти нескольких богатых пассажиров лайнера. В те же годы началась миграция негров на север, из-за чего Джорджия потеряла 10 % своего чернокожего населения. Газеты Джорджии единодушно высказывались против войны, но когда в 1917 года США вступили в войну, они перестроились и стали единодушно патриотичными и антигерманскими. В штате развилась шпиономания, от жителей стали требовать выражения патриотических настроений, в школах прекратили преподавать немецкий язык, историю и литературу Германии. В мае 1917 года в штате началась регистрация военнообязанных, но многие джорджианцы препятствовали регистрации чернокожих, которые были нужны в сельском хозяйстве. Томас Уотсон даже обвинил Закон о регистрации в неконституционности, но федеральный суд отклонил его иск.

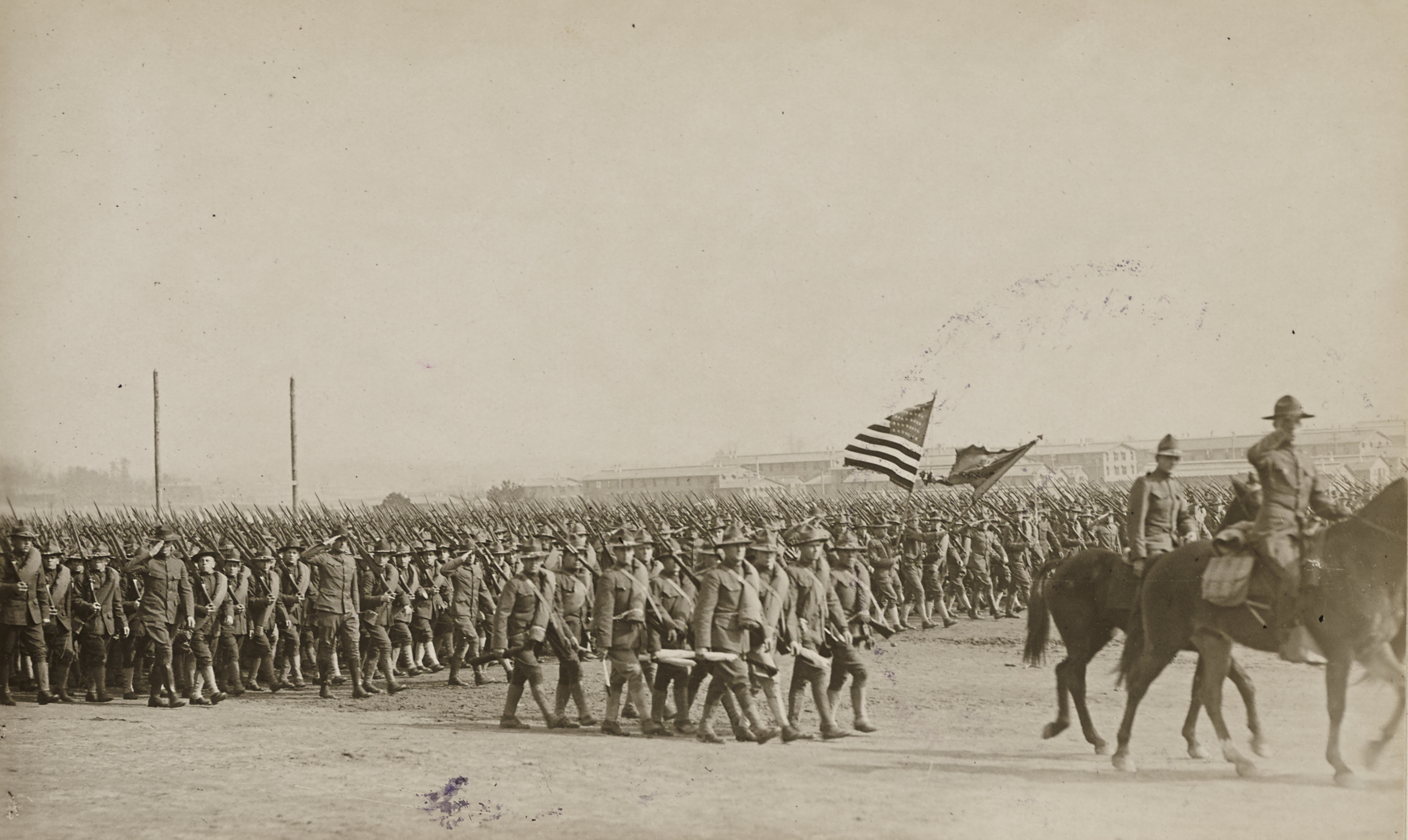
Смотр в лагере Кэмп-Гордон

На территории Джорджии было открыто множество тренировочных лагерей. Самым крупным был лагерь Кэмп-Гордон под Атлантой, где тренировалась 82-я пехотная дивизия. Примерно половина всей дивизии была набрана в Джорджии. Под Огастой находился лагерь Кэмп-Хэнкок, база 28-й дивизии, а в Мейконе действовал лагерь Кэмп-Уилер, где размещалась 31-я пехотная дивизия. В 31-й служило более 12 000 граждан из Джорджии. Были созданы и специализированные лагеря: Кэмп-Гринлиф для медиков, Кэмп-Форрест для инженеров и Кэмп-Джесап для службы транспорта. На аэродроме Саут-Филд действовала лётная школа, где прошли подготовку 2000 лётчиков.
В конце сентября 1918 года в лагере Кэмп-Скревен был зафиксирован первый случай заражения испанским гриппом. 1 октября в лагере Кэмп-Хэнкок заразилось сразу 716 человек. 2 октября 138 больных появилось в лагере Кэмп-Гордон. К 5 октября в лагере Кэмп-Хэнкок болели уже 3000 человек и 50 человек умерли к вечеру. Эпидемия продолжалась в Джорджии до февраля 1919 года, за это время умерли 829 из 200 000 жителей Атланты, то есть, уровень смертности составлял 414 человек на 100 000. Джорджия серьёзно пострадала от эпидемии, хотя на её территории заболело и умерло гораздо меньше людей, чем в соседних штатах.

### Джорджия в 1920-е годы
В начале 1920-х годов в Джорджии ещё продолжалась эпоха прогрессивизма, правительство штата всё так же занималось улучшением дорог и совершенствованием системы образования. В эти годы ушёл в отставку сенатор Смит и умер Томас Уотсон, и в политику пришло новое поколение: Уолтер Джордж, Ричард Рассел, Юджин Талмидж и Юрит Райверс. В 1920 году губернатором стал Томас Хардвик, который был реформатором наподобие Смита и активно боролся с коррупцией и Ку-Клукс-Кланом, который в эти годы усилился в Джорджии. В результате на выборах 1922 года Клан поддержал кандидатуру Клиффорда Уокера и тот стал губернатором. В том же году после смерти сенатора Уотсона губернатор назначил сенатором Ребекку Фелтон, которая прослужила в сенате лишь день, но стала первой женщиной-сенатором в истории США. В 1926 году губернатором стал Ламартин Хардман и продержался на посту два срока.

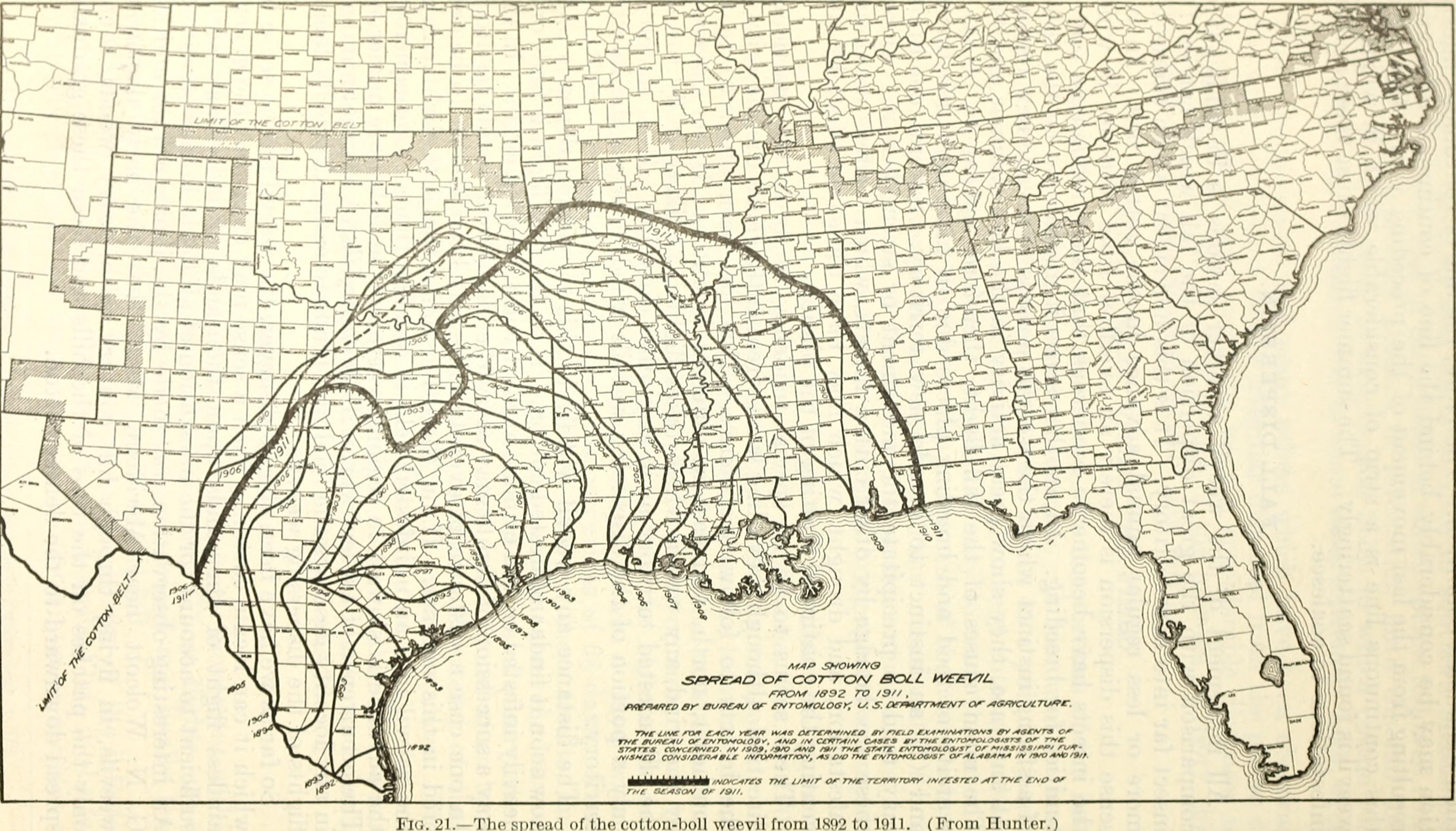
Распространение долгоносика к 1912 году

В самом начале 1920-х благополучная послевоенная эпоха внезапно закончилась. Ещё в 1913 году в Джорджии появился Хлопковый долгоносик, которого называли «Гибридом термита и танка». За 6 лет он распространился по всему штату, но высокие цены на хлопок первое время компенсировали ущерб от паразитов. Однако в 1919 году цена хлопка внезапно упала с 35 центов за фунт до 17, из-за чего к 1923 году проблема достигла масштабов катастрофы. Урожаи упали вдвое. В лучшие годы Джорджия производила 2 миллиона тюков хлопка, но в 1923 году было произведено всего 588 000. Прекратила работу пятая часть всех ферм штата. К 1925 году засухи и использование инсектицидов снизили ущерб от долгоносика, но Джорджия так и не вернулась к прежнему уровню производства хлопка.
В 1920-х годах в штате появились первые гражданские аэропорты. В 1919 году в Атенсе Бен Эппс, изобретатель и пионер авиации, открыл первый частный аэропорт, предлагая коммерческие полёты, обучение и фотографии с воздуха. В 1922 году аэродром получил официальный статус как Ben Epps Flying Field. Здесь был создан так называемый Моноплан Эппса 1924 года.

### Депрессия и Новый курс

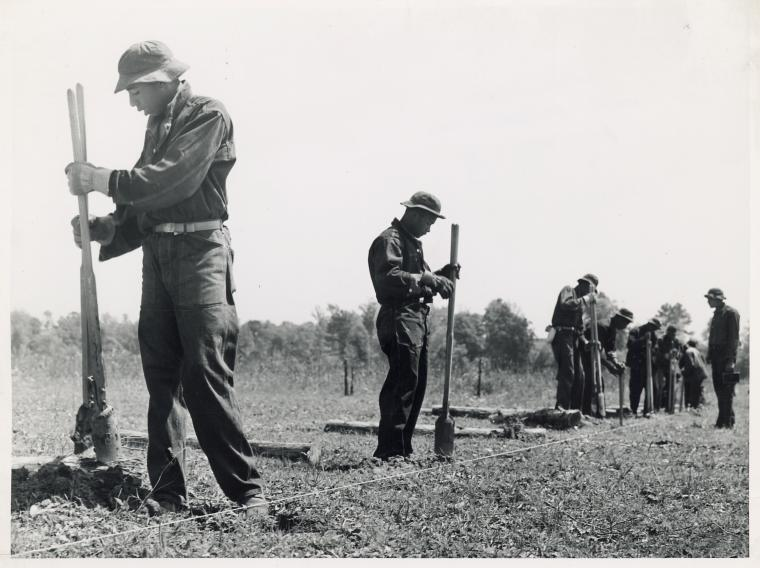
Посадка деревьев в Джорджии по программе CCC

На губернаторских выборах 1930 года победил Ричард Расселл, который сразу приступил к реорганизации правительства, добился новых законов о контроле за расходами и в целом расширил полномочия губернатора, но на его срок пришлось начало Великой депрессии. Федеральный центр разработал программы спасения экономики, но они требовали кооперации с правительствами штатов, поэтому важное значение имели губернаторские выборы 1932 года: Расселл в этом году перешёл в сенат США, а губернатором стал Юджин Талмидж, который плохо представлял себе суть кризиса и был против федерального вмешательства в экономику штата. Его экономическая политика была не вполне эффективной, но ему помогли федеральные денежные вливания. Правительство штата не участвовало в спасении нуждающихся, и этим занимались в основном церкви и благотворительные организации. Только в 1933 и 1935 годах появились федеральные программы по строительству дорог, школ, госпиталей и аэропортов. К концу 1930-х годов на Джорджию было потрачено около четверти миллиарда долларов федеральных денег. Так как население Джорджии традиционно голосовало за демократов, то оно поддержало политику Рузвельта (Новый курс), хотя власти штата ей противодействовали. Талмиджа, в частности, беспокоило, что в ходе федеральных программ чернокожие могут получить больше денег, чем белые.
Несмотря на противодействие президенту, Талмидж оставался популярен в штате и легко переизбрался в 1934 году. Он продолжил критиковать Новый курс, заявляя, что в нём содержатся коммунистические идеи. Он совершил тур по стране, агитируя население против Рузвельта, но это никак не повлияло на популярность президента в штате. Однако отношение к Новому курсу стало важной темой губернаторских выборов 1936 года: кандидат Чарльз Редвайн выступал против «курса», а Юрит Райверс — за, и его поддерживал сенатор Расселл. В ходе ожесточённой кампании Райверс победил и стал 68-м губернатором штата.
Ещё в 1928 году борьба с долгоносиком привела к появлению в Луизиане авиационной компании Delta Air Service, которая быстро переключилась на пассажирские перевозки, а в 1930 году открыла рейсы на Атланту. В 1941 году штаб-квартира компании была перенесена в Атланту, а в 1945 году она была переименована в Delta Air Lines. К 2015 году она стала международной авиакомпанией, крупнейшей в мире по объёму пассажиропотока.

### II Мировая война
Когда началась Вторая мировая война, в Джорджии было открыто множество тренировочных лагерей, по количеству которых штат уступал только Техасу. Самым известным был Форт-Беннинг около Колумбуса, на тот момент крупнейший тренировочный лагерь в мире. Авиационный центр Уорнер Робинс на пике активности содержал 15 000 сотрудников. В 1942 году в Мариетте открылся завод фирмы Bell Aircraft, который выпускал бомбардировщики B-29 и давал работу двадцати тысячам рабочих. Авиастроительная компания Lockheed Aircraft Corporation к концу войны стала крупнейшим работодателем в штате. Война сделала то, что не смог сделать Новый курс: она превратила бедный сельскохозяйственый штат в процветающий индустриальный. Доходы джорджианцев выросли с 350 $ в 1940 году до 1000 $ к 1950 году. И благосостояние постепенно продолжало расти до 1970 года. К концу 1950-х промышленность догнала и обогнала сельское хозяйство по многим показателям. Города развивались быстрее провинции, особенно Атланта и прилегающие территории. Хлопок перестал быть главным продуктом штата, его доля в объёме сельхозпродукции в 1950-е упала до 10 %, а затем ещё ниже. Упали и объёмы производства персиков, из-за чего в 1971 году название «Персиковый штат» было убрано с автомобильных номеров.
Всего за годы войны на воинскую службу поступили 320 000 жителей Джорджии, примерно каждый десятый. Из них 6754 человека не вернулись домой.
К 1943 году Конституция Джорджии исправлялась уже 301 раз, а призывы к созданию новой конституции звучали с 1932 года. В марте 1943 года легислатура, по инициативе губернатора Арналла, постановила собрать комиссию из 23 человек (под председательством губернатора) для создания Конституции. Такой способ разработки Конституции был принят потому, что прежняя конституция содержала очень жёсткие условия проведения конституционного конвента, хотя многим казалось, что новый метод даёт губернатору слишком большое влияние на процесс. Комиссия работала в апреле 1944 года и результат её работы был передан Ассамблее в январе 1945 года. 7 августа 1945 года прошло всеобщее голосование по конституции: 60 065 человек проголосовали за и 34 417 человек проголосовали против. Конституция 1945 года на 90 % повторяла конституцию 1877 года, но содержала ряд нововведений: из неё убрали упоминание праймериз и «Дедушкину оговорку»; количество сенаторов увеличилось с 52 до 54; была учреждена должность вице-губернатора; количество судей верховного суда увеличилось с 6 до 7 человек, а их годовая зарплата поднялась до $1000.
Военное десятилетие закончилось крупным политическим скандалом. Ещё в 1946 году в Джорджии был учреждён пост вице-губернатора и на это место был избран Мелвин Томпсон. Летом того же года Юджин Талмидж выиграл праймериз демократической партии, и его победа на губернаторских выборах была гарантирована, поскольку республиканская партия не выдвинула своего кандидата. Но так как здоровье Тэлмеджа ухудшалось, то Ассамблея привлекла к выборам Германа Талмиджа (сына губернатора) в качестве вписанного кандидата. Юджин победил на выборах, но умер, прежде чем принёс присягу губернатора. Сторонники Талмиджа на сессии легислатуры в январе 1947 года объявили губернатором Германа, но их противники объявили, что в случае смерти губернатора его пост занимает вице-губернатор. Одновременно действующий губернатор Эллис Арналл отказался покинуть пост вплоть до выявления законного преемника. 16 января Герман захватил Капитолий и сменил ключи на всех дверях. Арналл занял киоск при Капитолии и объявил его рабочим кабинетом. В итоге он всё же уступил и присоединился к сторонникам Томпсона. После этого два месяца Джорджия оставалась с двумя губернаторами, но ни один не мог подписывать приказы, поскольку секретарь штата спрятал официальную печать Джорджии. В марте 1947 года Верховный суд Джорджии постановил, что Томпсон является законным и. о. губернатора вплоть до выборов. Талмидж сразу же признал решение суда и сложил с себя полномочия. Этот скандал повредил репутации Джорджии, однако джорджианцам понравилось, как Талмидж воспринял решение суда, поэтому на выборах 1948 года Талмидж победил, и эта история похоронила шансы его противников на политическое будущее.

### Джорджия в 1950-е годы

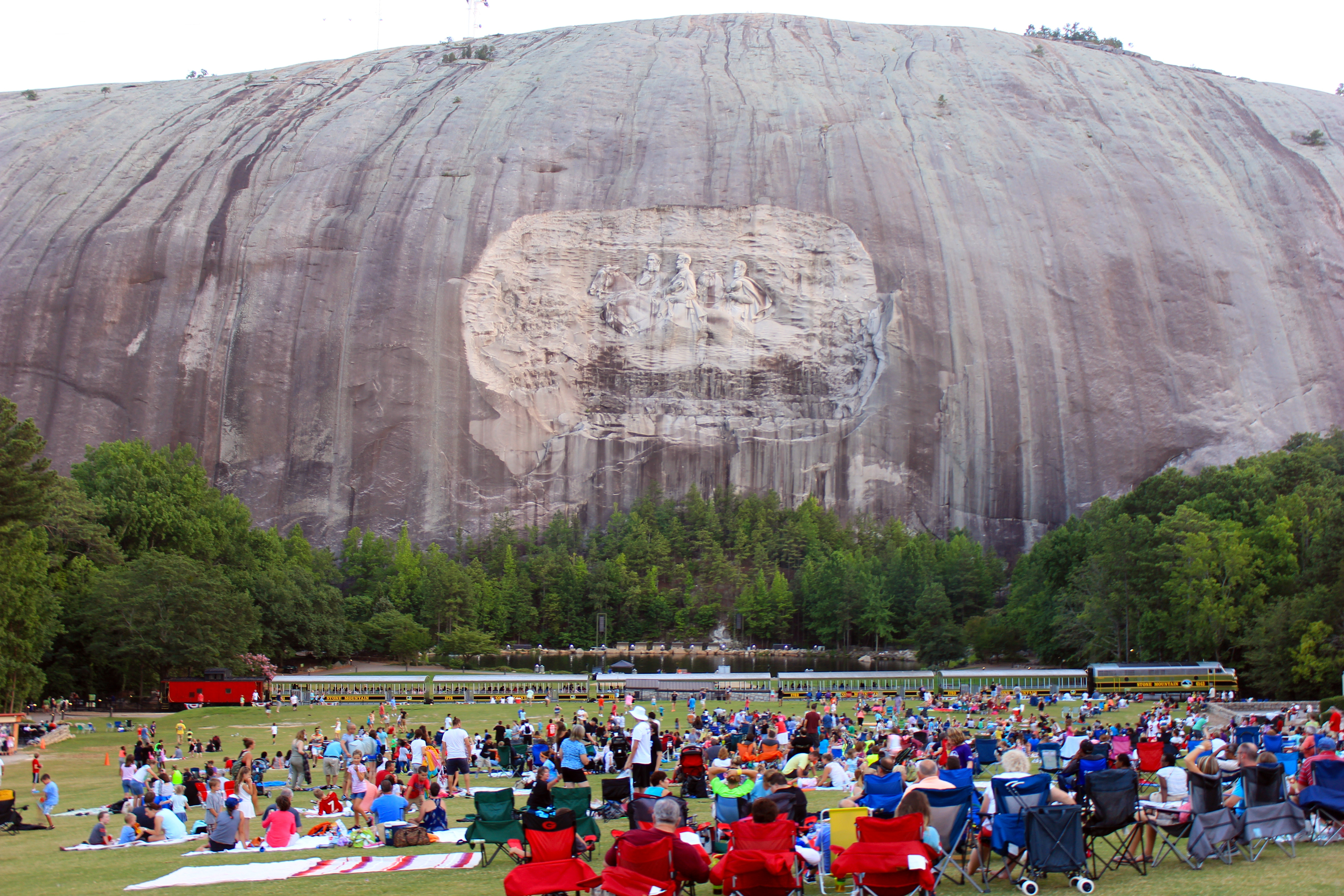
Стоун-Маунтин в 2015 году

В 1950 году прошли губернаторские выборы, где противниками снова были Талмидж и Томпсон. Талмидж снова победил с большим перевесом, и оставался губернатором до 1955 года. В 1951 году он добился введения налога на продажи, что позволило ему улучшить финансирование системы образования и заодно добиться профицита бюджета. Он предпринимал усилия по привлечению в Джорджию промышленных предприятий и поощрял развитие деревообрабатывающей промышленности. Вместе с тем он был убеждённым сторонником сегрегации и активно сопротивлялся интеграции школ штата. В мае 1954 года Верховный суд США в деле «Браун против Совета по образованию» признал сегрегацию неконституционной, и Талмидж стал одним из самых заметных противников этого решения. В 1955 году он изложил свои взгляды в книге «You and Segregation». Когда губернаторский срок Талмиджа закончился, он был избран в сенат США (в 1956 году), где продолжал бороться с интеграцией и расширением гражданских прав афроамериканцев. Он возглавил Сельскохозяйственный комитет и в этой роли представлял интересы джорджианских фермеров в Сенате.
На губернаторских выборах 1954 года победил демократ Марвин Гриффин, а пост вице-губернатора занял Эрнст Вэндивер. Гриффину пришлось отступить от своих предвыборных обещаний и ввести налог на прибыль, чтобы сбалансировать бюджет. Этот налог позволил ему реализовать большинство своих программ: в штате было заасфальтировано 12 000 миль сельских дорог, расходы на образование выросли вдвое, а зарплаты учителей поднялись на 25 %. Под наблюдением Гриффина был построен новый комплекс зданий для Университета Джорджии и атомный реактор для Технологического института Джорджии. В это время, в середине 1950-х, на фоне борьбы за права афроамериканцев белое население стало задумываться о своей идентичности и воскрес интерес к символам Конфедерации. В 1958 году правительство штата выкупило в собственность штата гору Стоун-Маунтин, где на тот момент было вырезано изображение генерала Ли, а губернатор учредил официальную Ассоциацию горы Стоун-Маунтин (SMMA). Было решено добавить к барельефу Ли изображение Томаса Джексона и Джефферсона Дэвиса. Проект был завершён в 1970 году.

Флаг штата Джорджия 1956 года

Как многие губернаторы Юга того времени, Гриффин был сегрегационистом и после решения Верховного суда 1954 году обещал защищать сегрегированные школы всеми способами. Во время его администрации школы так и оставались сегрегированными, и процесс интеграции начался только в 1961 году. Несмотря на неприятие сегрегаци, Гриффин много сделал для улучшения образования афроамериканцев. Финансирование школ для афроамериканцев было улучшено, и разница в зарплате учителей белых и чёрных школ сократилась. Критики обвиняли его в том, что уравниванием качества школ он хочет предотвратить интеграцию. Когда же радикальные сегрегационисты призвали его сопротивляться решению Верховного суда, он ответил, что тюремное заключение не вполне приличествует губернатору. Гриффина часто обвиняли в причастности к коррупции, и в 1960 году даже было проведено расследование, хотя официального обвинения так и не последовало.
В 1955 году ряд джорджианских политиков предложили сменить флаг штата, добавив на него Крест Конфедерации. Таким образом предполагалось отметить приближающееся столетие Гражданской войны. На сессии ассамблеи 1956 года губернатор Гриффин предложил программу «массового сопротивления» (интеграции), и в этой эмоциональной атмосфере ассамблея проголосовала за новый флаг. На следующий день член Палаты представителей штата Денмарк Грувер заявил журналистам, что новый флаг «покажет, что мы в Джорджии намерены отстаивать всё то, за что мы боролись и сражались», имея в виду прежде всего сегрегацию.

### Джорджия в 1960-е годы

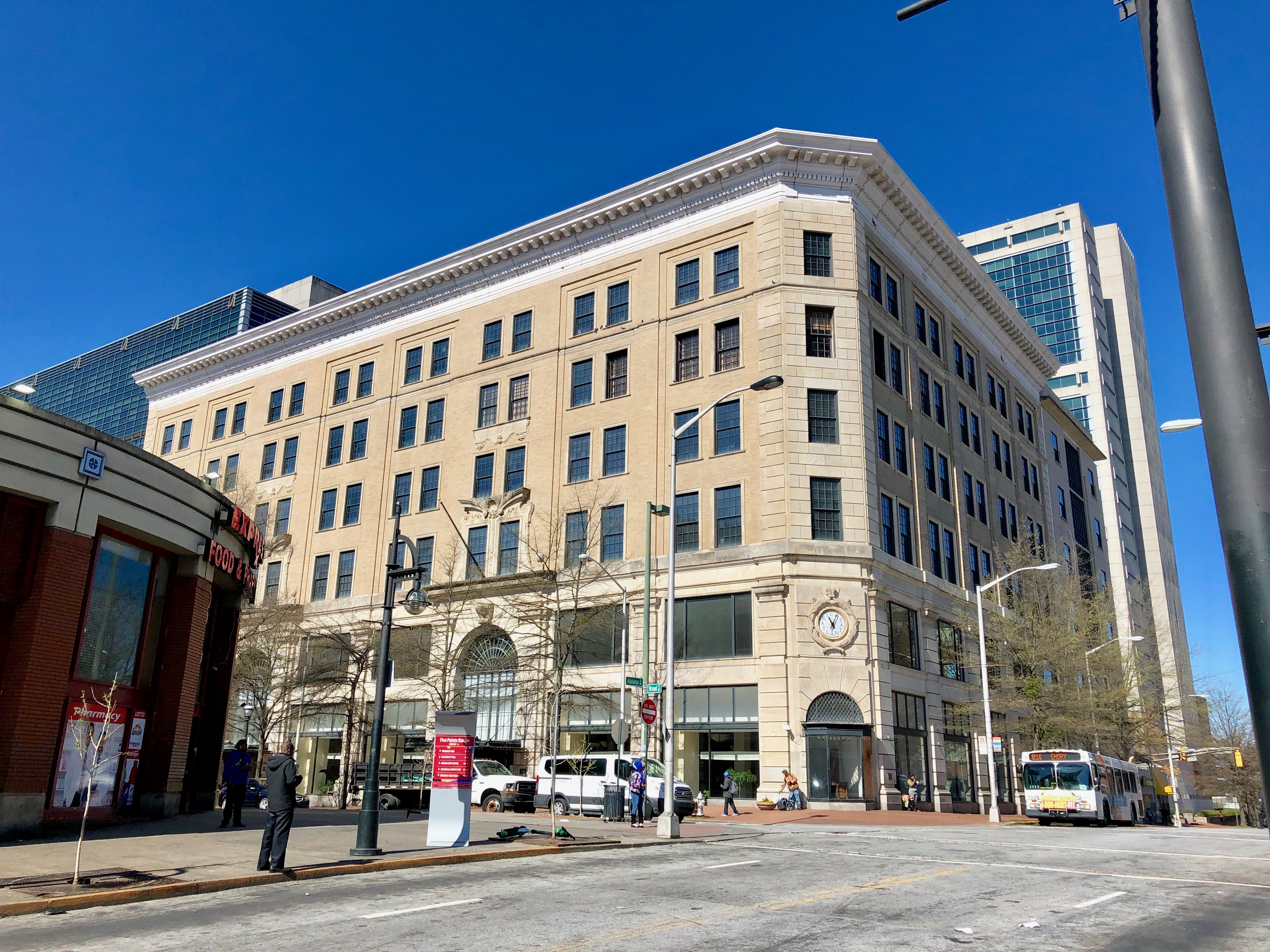
Здание магазина Rich’s в Атланте

В 1959 году вице-губернатор Вэндивер был избран на пост губернатора. Школы Джорджии всё ещё были сегрегированы, в Вэндивер в своей предвыборной программе обещал исправить имидж Джорджии, пострадавший от скандалов при губернаторе Гриффине, но пообещал и поддерживать сегрегацию всеми силами, и урезать финансирование всем школам, которые согласятся на интеграцию. Между тем в феврале 1960 года четверо чернокожих студентов («Гринсборская четвёрка») устроили сидячий протест в магазине компании Woolworth в северокаролинском Гринсборо. По всему Югу начались аналогичные протесты. Журналисты следили за Атлантой, где ожидались акции такого же рода, которые могли повлиять на всю политику Юга, поскольку тогда говорили, что как поступит Атланта, так поступит и весь Юг. 9 марта 1960 года в газетах Атланты была опубликована статья «An Appeal for Human Rights», осуждающая сегрегацию. Губернатор Вэндивер заявил, что статья написана, чтобы сеять раздор в обществе и за нею наверняка стоят иностранные агенты.
В марте началась первая волна сидячих протестов в закусочных Атланты, а осенью последовала вторая волна: акции протеста прошли в ресторане торгового центра Рич. Около 50 участников были арестованы, в том числе Мартин Лютер Кинг, уроженец Атланты. Несмотря на протесты, Десегрегация в Атланте проходила медленно. Аналогичные протесты в Саванне прошли успешнее, и город был полностью десегрегирован к 1963 году. Протесты в городе Ром начались только в 1963 году, но и дали результат в том же году. Атланта же оставалась в основном сегрегированной до 1964 года.
Одновременно шла борьба за десегрегацию Университета Джорджии. Афроамериканцы Гамильтон Холмс и Шарлин Хантер, которых не принимали в университет под различными предлогами, подали иск в окружной федеральный суд, и 6 января 1961 года судья Уильям Бутл вынес решение в их пользу, обязав университет принять Холмса и Хантер. Через несколько дней в Атланте начался бунт сегрегационистов: студенты и местные ку-клукс-клановцы напали на общежитие университета, и были разогнаны полицией с применением слезоточивого газа. Губернатор Вэндивер, которого беспокоил репутационный ущерб штата, осудил бунтующих и признал, что интеграция в каких-то формах неизбежна. Холмс и Хантер успешно окончили университет, а в 2001 году совет попечителей принял решение назвать главное здание университета Зданием Холмса-Хантер.
Ещё одной проблемой штата оставалась система окружных праймериз (county unit system), согласно которой кандидат в губернаторы избирался не большинством голосов, а большинством округов, независимо от их населённости. Эту систему обвинили в антиконституционности и суд был назначен на 27 апреля 1962 года. Вэндивер созвал Ассамблею и внёс коррективы в систему, но и она была признана не соответствующей Конституции. Вэндивер сдался и велел партии проводить праймериз 1962 года на основе всеобщего голосования.
На губернаторских выборах 1962 года сенатор штата Карл Сандерс победил бывшего губернатора Марвина Гриффина и стал 37-м и самым молодым губернатором Джорджии. Он объявил своей главной целью улучшение образования и реформу госаппарата. При Сандерсе увеличилось количество общественных школ и учителей. Были введены единые стандарты школьного образования. Заметно увеличилось финансирование колледжей и университетов. Сандерс старался бороться с коррупцией в правительстве штата и создал специальную комиссию, по рекомендациям которой реорганизовал многие департаменты. Он оставался сегрегационистом, но понимал бессмысленность сопротивления федеральным законам, и высказывался по этому вопросу осторожнее своих предшественников. Он сотрудничал с администрациями президентов Кеннеди и Джонсона, и старался сделать так, чтобы Джорджия не воспринималась отсталым, расистским и сельским штатом. Экономика Джорджии быстро росла при Сандерсе. Он активно привлекал в штат иностранные компании и инвестиции, и при нём в индустрию штата пришли миллиарды долларов инвестиций.

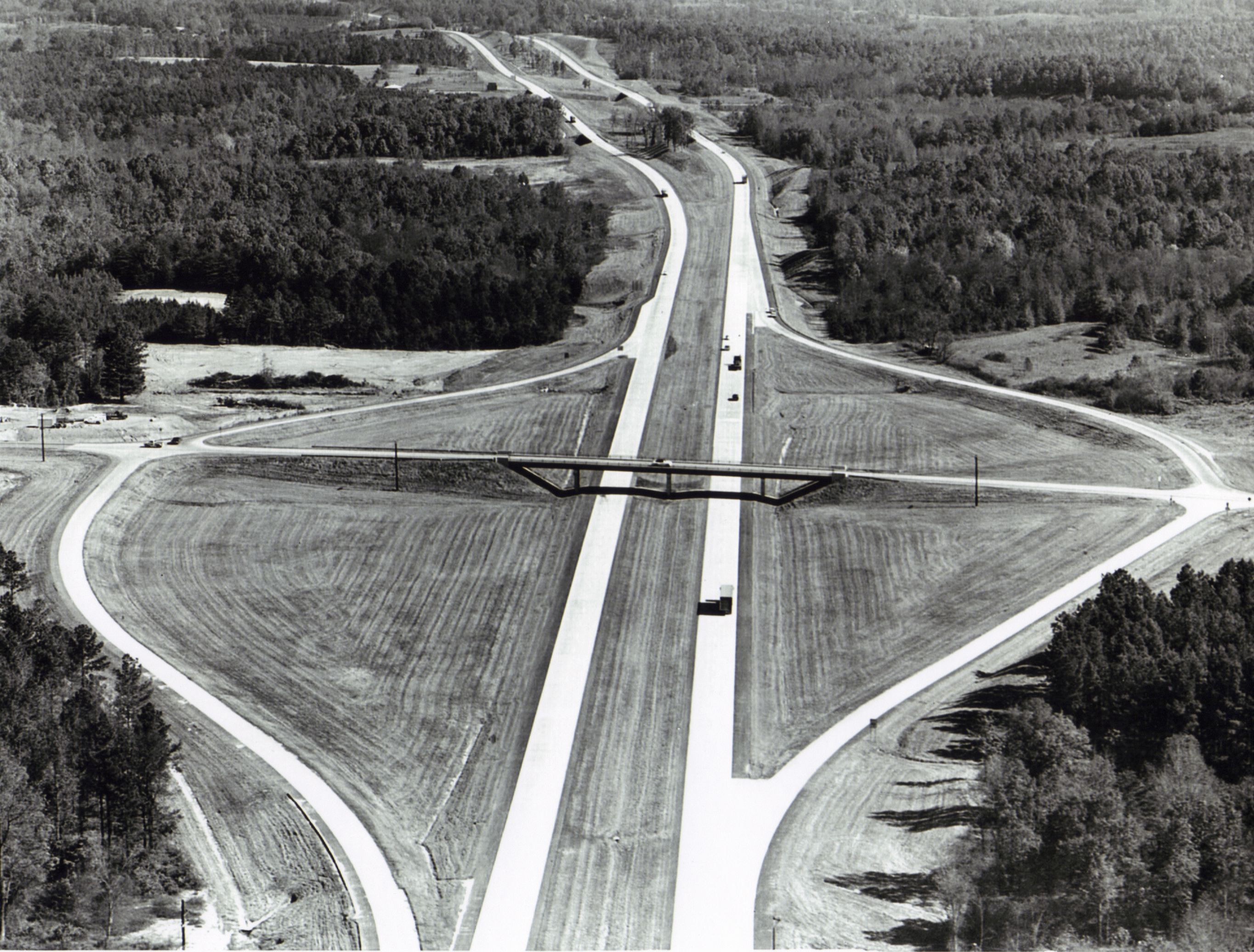
Трасса I-85 в Джорджии в 1966 году

На губернаторских праймериз в сентябре 1966 года участвовали сразу шесть кандидатов: бывший губернатор Эллис Арналл, бывший вице-губернатор Гарланд Бёрд, сенатор штата Джимми Картер, Джеймс Грей, бизнесмен Лестер Мэддокс и бизнесмен Хук О’Келли. В финал вышли Арналл и Мэддокс, а при повторном голосовании победил Мэддокс. Обычно кандидат, победивший на партийных праймериз, гарантированно становился губернатором, но в эти годы в Джорджии росло недовольство политикой Демократической партии, из-за чего на президентских выборах 1964 года джорджианцы впервые в истории проголосовали за республиканца Голдуотера. На этот раз республиканцы выдвинули кандидатом в губернаторы Говарда Коллуэя. Сторонники Арналла не стали голосовать ни за Мэддокса, ни за Коллуэя, а отдали голос Арналлу как вписанному кандидату. Кэллоуэй набрал 453 665 голосов, Мэддокс 450 526. Так как голоса распределились поровну, то голосование перенеслось в Ассамблею. В январе 1967 года ассамблея выбрала Мэддокса 182 голосами против 66.
Мэддокс имел репутацию расиста и сегрегациониста, поэтому его победа над либеральным Арналлом шокировала многих обозревателей. Пошли слухи, что он вернёт штат к политике массового сопротивления интеграции, но они не оправдались, и Мэддокс действовал вполне разумно во многих расовых вопросах. В частности, он реформировал тюремную систему, что отвечало интересам афроамериканцев. Он назначил на административные должности больше чернокожих, чем все предыдущие губернаторы. Не имея высшего образования, он тем не менее улучшил финансирование университетов Джорджии. Вместе с тем, когда в 1968 году был убит Мартин Лютер Кинг, Мэддокс отказался приспустить флаги и привёл полицию в полную боевую готовность, опасаясь расовых бунтов. В том же году на конвенте Демократической партии он выступал против уступок борцам за гражданские права. Однако, несмотря на противоречивую политику, Мэддокс оставался популярен среди джорджианцев и даже среди многих афроамериканцев. Его срок закончился в 1971 году, и, не имея права переизбираться губернатором, он принял участие в выборах вице-губернатора и победил.

### Эпоха Джимми Картера
В 1966 году Джимми Картер проиграл губернаторские выборы, но занял третье место, что было хорошим результатом для никому не известного сенатора. Он повторил попытку в 1970 году, на этот раз изобразив себя представителем простого народа, консерватором, а своего оппонента, Карла Сандерса, называл ставленником элит. Он победил Сандерса на демократических праймериз, а затем достаточно легко обошёл соперника-республиканца на общих выборах и стал 76-м губернатором Джорджии. Уже в своей инаугурационной речи он удивил слушателей, объявив, что времена сегрегации прошли. Он сказал, что ни один бедный, слабый или чернокожий человек не должен дополнительно страдать от отсутствия образования или правосудия. Вскоре он показал себя прогрессивным политиком, сделав правительство штата более эффективным и ответственным перед избирателями. Для этого он свёл почти 300 агентств штата в 20. Помимо реформы правительства он продолжил работу над улучшением системы образования. При нём были уменьшены размеры школьных классов, более равномерно распределялось финансирование, и поощрялось дошкольное образование, что впоследствии привело к принятию программы развития детских садов.

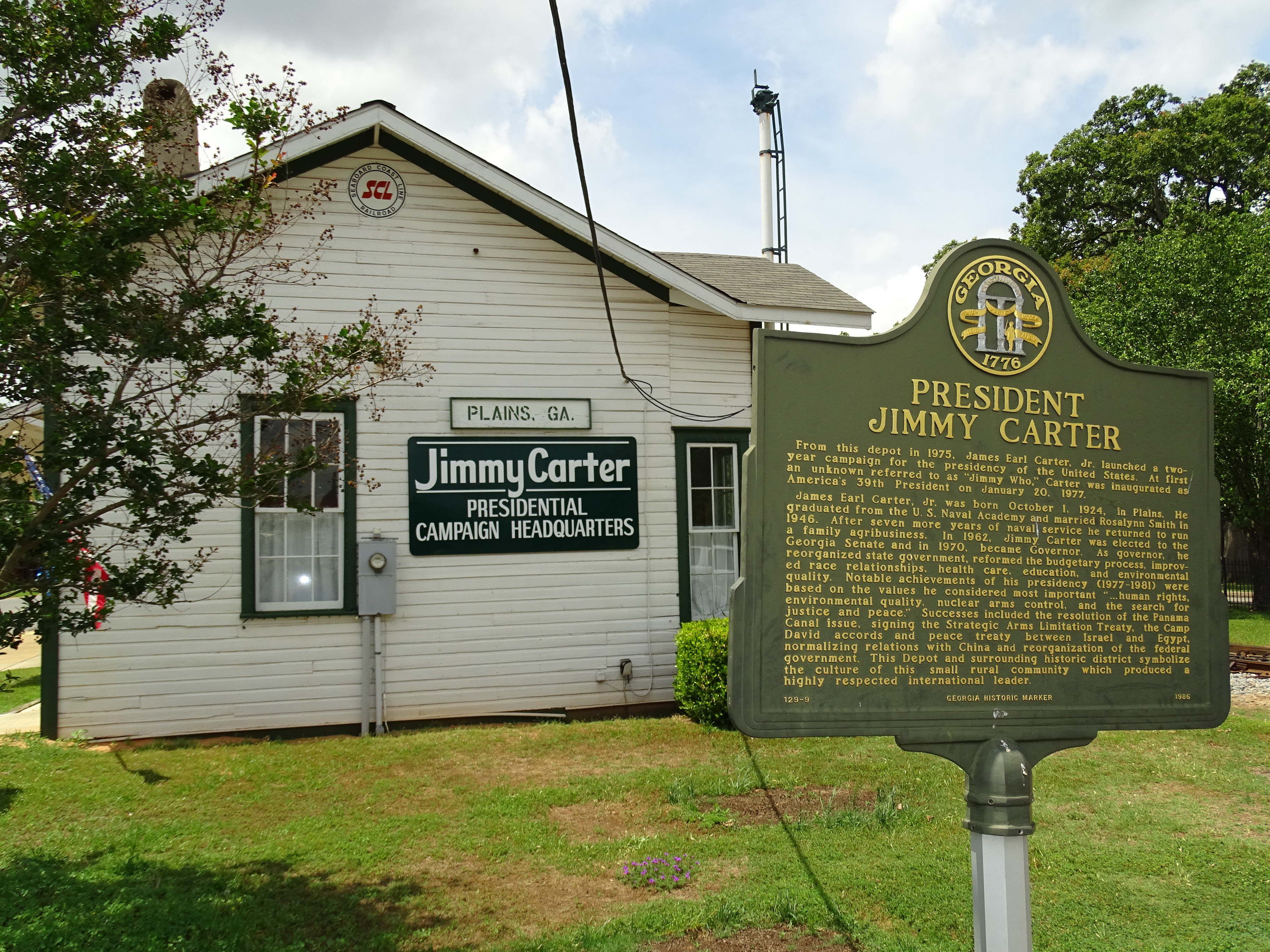
Штаб предвыборной кампании Картера в Плейнс, Джорджия

Картер реформировал судебную систему, унифицировал систему судов и провёл реформу пенитенциарной системы, в которой давно назрела необходимость. Он также предпринял усилия по реализации прав женщин и расовых меньшинств, при нём в администрацию штата и в судебную систему было назначено больше женщин, чем при всех прошлых губернаторах. К концу своего первого срока он был достаточно молодым и имел право на перевыборы, но стал задумываться об участии в президентских выборах. Уотергейтский скандал испортил репутацию Республиканской партии, что давало хорошие шансы демократическому кандидату. Ещё в 1974 году он участвовал в общенациональной кампании Демократической партии, что позволило ему близко общаться со многими политиками партии. На президентских выборах 1976 года ему удалось обойти всех соперников на праймериз партии, а затем с незначительным перевесом победить кандидата от республиканцев Джеральда Форда. В Джорджии Картер набрал 66,74 % голосов, против 32,96 % голосов за Форда.
На губернаторских выборах 1974 года малоизвестный ещё Джордж Басби сумел обойти Лестера Мэддокса на праймериз, а затем победил на основных выборах с большим перевесом и стал 77-м губернатором Джорджии. Он отслужил 8 лет и вошёл в историю как самый эффективный, самый популярный и наименее противоречивый губернатор в современной истории штата. В своей инаугурационной речи он сказал, что люди устали от конфликтов, и призвал к более гармоничным отношениям в администрации. Улучшение образования стало его основной программой, но он достиг успеха и в других областях, несмотря на экономический спад и инфляцию. На первой же сессии ассамблеи он сумел добиться существенного улучшения финансирования детских садов, но рецессия разрушила это достижение. Бюджету не хватало 108 миллионов $, поэтому Басби пришлось отменить льготы по налогу на имущество, сократить выплаты госслужащим и урезать финансирование детских садов. Он перевёл правительство в режим жёсткой экономии и сумел сократить расходы бюджета на 176 миллионов $. Впоследствии, когда кризис прошёл, он вернул финансирование детским садам и поднял зарплаты учителям.
На момент его прихода в власти конституция штата перенесла уже 831 исправление и считалась самой длинной конституцией в США. Необходимость её пересмотра осознавалась уже давно, но губернаторы Сандерс и Мэддокс, несмотря на ряд попыток, не добились результата. Басби был свидетелем этих попыток ещё в годы службы в легислатуре, и он успел получить некоторый опыт в этой области. Ему удалось добиться пересмотра конституции, которую одобрила Ассамблея в 1981 году и общий референдум в 1982 году. Обеспокоенный экономическим отставанием штата, Басби начал привлекать в Джорджию высокотехнологичную промышленность и создавать для неё благоприятные условия. Он улучшил инфраструктуру, завершил все проекты по строительству межштатных магистралей и вложил более 100 миллионов $ в развитие портов Саванна и Брансуик. Новые законы по банкам привлекли в штат 16 интернациональных банков. Басби путешествовал по Центральной Америке, Европе и Дальнему Востоку, популяризируя Джорджию и поощряя инвестиции в её экономику. При Басби количество международных компаний в штате увеличились с 150 до 680.
В 1978 году менеджеры Берни Маркус и Артур Бланк были уволены из крупной калифорнийской фирмы и решили отрыть свою собственную, торгующую средствами ремонта помещений. Они накопили капитал и решили, что лучшим местом для первого магазина будет Атланта. 22 июня 1979 года в этом городе открылся первый магазин фирмы The Home Depot, сеть которых со временем распространилась на все штаты страны, Канаду, Мексику и Чили. Компания развивалась невиданными ранее темпами, достигнув оборота в 60 миллиардов долларов к 2004 году.

### Джорджия в 1980-е годы
1 июня 1980 года джорджианский бизнесмен Тед Тёрнер запустил первый в мире новостной канал с круглосуточным вещанием, который стал известен как Cable News Network (CNN). Многие сомневались, что он сможет потеснить таких гигантов, как CBS, NBC и ABC, особенно с учётом скромного бюджета, но канал быстро набирал популярность. В 1986 году именно он транслировал запуск космического шаттла «Челленджер». Он стал ещё более знаменит, когда оказался единственным каналом, ведущим репортажи из Ирака в время Войны в заливе.
В губернаторских выборах 1983 года участвовало несколько претендентов, в том числе популярный политик, конгрессмен Бо Джин, но победил малоизвестные в те годы демократ Джо Фрэнк Харрис, ранее отслуживший 9 сроков в Ассамблее штата и хорошо разбиравшийся в бюджетных вопросах. На посту губернатора он проявил себя как консерватор, но был настолько осторожен и сдержан, что многие сомневались в его возможностях. Часто он отзывал законопроекты, если подозревал, что они не пройдут в Ассамблее. У него был большой опыт коммерческих-проектов, что позволяло ему привлекать в Джорджию бизнесменов. Его главным достижением стала реформа системы образования: он начал программу Quality Basic Education (QBE), которая должна была улучшить финансирование, поднять зарплаты учителям и помочь студентам с ограниченными возможностями. Он так и не добился полного финансирования этой программы, но расходы на образование всё же ощутимо выросли. Программа QBE стала самым крупным вмешательством государства в систему образования за многие десятилетия.
Другим достижением администрации Харриса стало строительство спортивной арены в Атланте, известной как «Джорджия Доум» на которой впоследствии, в 1994 году, прошла игра Супербоул XXVIII, а в 1996 году там же состоялись Летние Олимпийские игры. Харрис приложил много усилий к тому, чтобы Олимпийские игры прошли именно в Атланте. За время его срока Джорджия переживала экономический и демографический подъём, что позволило администрации Харриса профинансировать программу строительства четырёхполосных шоссе по всему штату. Харрис покинул пост в 1991 году, достигнув заметных успехов, хотя его часто обвиняли в пассивности.
При Харрисе в 1988 году в Джорджии прошли президентские выборы. Население штата к тому году составляло 6 316 185 человек и он имел 12 человек в коллегии выборщиков. Республиканец Джордж Буш-Старший выиграл выборы в штате, получив 59,75 % голосов. Майклу Дукакису досталось 39,50 %.

### Джорджия в 1990-е годы

Миллер и Клинтон в Атланте в 1996 году

На губернаторских выборах 1990 года победил демократ Зед Миллер, некогда сенатор штата (1961—1965), а с 1968 года исполнительный секретарь при губернаторе Мэддоксе. Администрация Мэддокса в целом поддерживала сегрегацию, но считается, что Миллер был сторонником умеренной расовой политики и уговорил Мэддокса назначить несколько афроамериканцев в администрацию. Позже он 10 лет прослужил вице-губернатором при Басби и Харрисе. Став губернатором, Миллер предложил ввести государственную лотерею, доходы от которой должны были идти только на детские сады, улучшения школ и на студенческую программу HOPE. Референдум 1992 года одобрил введение лотереи, что позволило в 1993 году запустить финансово зависимые от неё программы, в том числе и HOPE.
Миллер поддерживал хорошие отношения с арканзасским политиком Биллом Клинтоном. Политтехнологи Клинтона помогли Миллеру на выборах 1990 года, а Миллер поддержал Клинтона на президентских выборах 1992 года. После победы на партийных праймериз в Джорджии Клинтон пригласил Миллера выступить с речью на конвенте демократической партии. При активной поддержке Миллера Клинтон выиграл президентские выборы в Джорджии в ноябре того года. После этого успеха Миллер решил идти на второй срок, хотя изначально обещал этого не делать. Перевыборы дались Миллеру нелегко. У него были успехи, но были и враги. Многие были недовольны его попыткой убрать Крест Конфедерации с флага Джорджии. Когда популярность Клинтона упала, это сказалось и на имидже Миллера. Лишь с большим трудом Миллеру удалось победить своего конкурента, миллионера Гая Миллнера, набрав 50,05 % голосов, против 48,95 % у Милнера. В свой второй срок Миллер продолжал поддерживать образование. Джорджия стала признанным лидером в области инновационных технологий, а зарплаты учителей стали почти самыми высокими в регионе. В последний год своего срока он нашёл средства на распространение CD-дисков с классической музыкой для семей новорождеными детьми, поскольку тогда было выявлено, что эта музыка хорошо влияет на умственные способности детей. Миллер покинул пост в 1999 году, с рейтингом одобрения 85 % — рекордным для джорджианских губернаторов.
На президентских выборах 1996 года в Джорджии Билл Клинтон проиграл республиканцу Бобу Доулу, набрав 45,84 % голосов, против 47,01 % у Доула. Население штата к этому году достигло 7 501 069 человек и количество выборщиков от Джорджии увеличилось до 13 человек.
В 1990-е годы в Джорджию переместилась из Коннектикута почтовая компания United Parcel Service. Она была основана в 1907 году, открыла своё отделение в Джорджии в 1966 году, а весной 1991 года было решено перенести штаб-квартиру компании, и лучшим местом для этого оказалась Атланта. Компания перевела в штат 1000 сотрудников и купила для них почти 400 домов, ещё 400 сотрудников были наняты в Джорджии, и около 1000 человек получили работу в связанных с компанией учреждениях. Только переезд дал Атланте 325 миллионов $, а за десять лет доход города превысил 2 миллиарда долларов.

## XXI век

Так называемый «Флаг Барнса» (2001—2003)

На губернаторских выборах 1998 года победил демократ Рой Барнс, который обошёл республиканца Гая Миллнера, хотя тот потратил гораздо больше денег на предвыборную кампанию. Ранее Барнс отслужил восемь сроков в сенате штата и был соперником Миллера на выборах 1990 года. Барнс добивался реформы системы образования, старался сократить размеры классов (уменьшить количество студентов на одну классную комнату) и поднял стандарты университетского образования. Он ввёл несколько новых законов о здравоохранении и сократил налоги фермерам.
В 2000 году население Джорджии составляло 8 186 453 человек и она имела 13 представителей в коллегии выборщиков. На президентских выборах того года в Джорджии победил республиканец Джордж Буш Младший, который получил 54,67 % голосов избирателей штата и все 13 голосов выборщиков.
Самым заметным событием губернаторства Барнса стала смена государственного флага. Он победил на выборах во многом благодаря голосам чернокожих, и многие политики-афроамериканцы просили его сменить флаг 1956 года. В январе 2001 года Барнс начал продвигать планы замены дизайна флага на дизайн Сесила Александра. Это привело к составлению Билля № 16, который быстро (до формирования оппозиции) прошёл Палату представителей, а 30 января был одобрен Сенатом и в тот же день новый флаг был поднят над Капитолием штата без торжественных церемоний. Он нарушал многие принципы дизайна флагов, а Североамериканская вексиллогическая ассоциация признала его худшим региональным флагом в Северной Америке. Сторонники прежнего флага были возмущены (отчасти тем, что смена произошла без референдума) и стали устраивать протестные акции, что во многом повлияло на исход губернаторских выборов 2002 года. Помимо флага, многим не понравились образовательные инициативы Барнса и весь его подход к образованию. На губернаторских выборах 2002 года соперником Барнса стал Сонни Пердью. Согласно экзит-полам, Барнс лидировал в ходе компании, но в день выборов неожиданно победил Пердью, который стал первым губернатором-республиканцем со времён Реконструкции.

Флаг Джорджии 2003 года

Обещание провести референдум по поводу нового флага было частью предвыборной кампании Пердью, поэтому уже в феврале 2003 года в Ассамблею был представлен Билль № 380 о проведении референдума. В начале апреля в билль были внесены поправки, новый билль был представлен 8 апреля и после шести часов жарких дискуссий был принят (11-67). У нового флага были свои недостатки: он был длиннее стандартных флагов и не подходил к стандартным флагштокам. 2 марта 2004 года прошёл референдум, на котором 73 % участников высказались в пользу нового флага. Многие джорджианцы не признали результатов референдума, и ещё многие годы на частных территориях вывешивали флаг 1956 года.
В 2004 году население Джорджии составляло 8 769 252 человек и она имела уже 15 представителей в коллегии выборщиков. На президентских выборах того года в Джорджии снова победил республиканец Джордж Буш Младший, который получил 57,93 % голосов избирателей штата и все 15 голосов выборщиков.
Губернатор Пердью желал сделать госаппарат более эффективным и менее затратным, в сфере экономики он старался не поднимать налогов даже в условиях экономического кризиса 2008 года, предпочитая сокращать расходы бюджета. Пердью старался налаживать торговые связи штата с другими странами, и его усилиями порт Саванна, который в 2003 году был 24-м по загруженности, переместился на 6-е место в 2008 году. В 2006 году Пердью договорился с южнокорейской фирмой «Kia Motors» о строительстве автомобильного завода в округе Труп. Завод стал первым заводом этой фирмы в США и выпустил первый автомобиль в ноябре 2009 года. Пердью совершил и несколько коммерческих путешествий: в Китай в 2008 и 2010 годах, и на Кубу в 2010 году.
Когда начались губернаторские выборы 2010 года, Рой Барнс попытался вернуться в политику, но выборы выиграл республиканец Нэйтан Дил (53,0 %), а республиканец Джонни Айзаксон был переизбран в сенат США. Чтобы улучшить растущую инфраструктуру штата, Дил стал инвестировать средства в транспортную систему. При нём был принят Transportation Funding Act 2015 года, который предполагал вложить 50 миллиардов долларов в транспортные проекты за 10 лет. Инфраструктурные проекты (в частности, Jimmy DeLoach Parkway) снизили транспортную нагрузку, повысили безопасность перевозок, и стали образцом для транспортных реформ в других штатах. Когда Дил вступил в должность, Джорджия переживала кризис пенитенциарной системы и несла большие расходы на содержание тюрем. Дил провёл ряд реформ, которые сэкономили налогоплательщикам 264 миллиона долларов и разгрузили 5000 тюремных коек. Дил также потратил большие средства на то, чтобы дать рынку труда как можно большее количество высококвалифицированных специалистов.
В 2012 году население Джорджии составляло 9 903 580 человек и она имела уже 16 представителей в коллегии выборщиков. На президентских выборах того года в Джорджии республиканец Митт Ромни победил Барака Обаму, набрав 53,19 % голосов избирателей, но Обама победил на национальных выборах.
Так как Джорджия традиционно голосовала за республиканцев, то никто не сомневался, что они победят на президентских выборах 2016 года. Дональд Трамп обошёл Хилари Клинтон, набрав 2 089 104 голосов избирателей (50,4 %) и получив все 16 голосов выборщиков.
На губернаторских выборах 2018 года свою кандидатуру выставила демократка Стейси Абрамс, однако победил республиканец Брайан Кэмп, который набрал 50,2 % голосов избирателей. При Кэмпе Джорджия осталась ведущим в экономике штатом, и быстрее всех оправилась от последствий пандемии COVID-19. Губернатору удалось добиться рекордного роста зарплат учителей и инвестировать невиданные ранее суммы в школьное образование.
Когда начались президентские выборы 2020 года, многие были уверены, что Джорджия, как обычно, проголосует за республиканского кандидата. Однако количество сторонников Демократической партии в Джорджии постепенно росло все предыдущие годы за счёт быстрого роста населения в Атланте и окрестностях — традиционно Демократическом анклаве. Кроме того, явка избирателей составила 67 %, побив рекорд 2008 года (63 %). В результате на выборах впервые с 1992 года победил кандидат от демократов, Джо Байден, который получил 49,47 % голосов избирателей, примерно на 10 000 голосов больше, чем у Трампа. Итоги выборов были подтверждены тройным пересчётом голосов, но всё же Трамп объявил о фальсификации выборов в штате. Власти штата несколько раз опровергали эти заявления. На этом же голосовании сенатор-республиканец Дэвид Пердью проиграл сенатские выборы демократу Джону Оссофу.
На президентских выборах 2024 года в Джорджии Трамп набрал 50,7 % голосов (против 48,5 % у Харрис) и получил все 16 голосов коллегии выборщиков. В Палату представителей США были избраны 2 республиканца и 3 демократа.

### Статьи
- Louis DeVorsey, Jr. Indian Boundaries in Colonial Georgia (англ.) // The Georgia Historical Quarterly. — Georgia Historical Society, 1970. — Vol. 54, iss. 1. — P. 63—78.
- John H. Goff. THE STEAMBOAT PERIOD IN GEORGIA (англ.) // The Georgia Historical Quarterly. — Georgia Historical Society, 1928. — Vol. 12, iss. 3. — P. 236—254.